# 25. Mai
Der 25. Mai ist der 145. Tag des gregorianischen Kalenders (der 146. in Schaltjahren), somit bleiben 220 Tage bis zum Jahresende.

## Ereignisse

### Politik und Weltgeschehen
- 1013: Heinrich II. belehnt Boleslaw von Polen mit der (Nieder-)Lausitz und mit dem Milzenerland (der heutigen Oberlausitz). Hierdurch und durch reiche Geschenke Boleslaws wird der Frieden von Merseburg besiegelt.

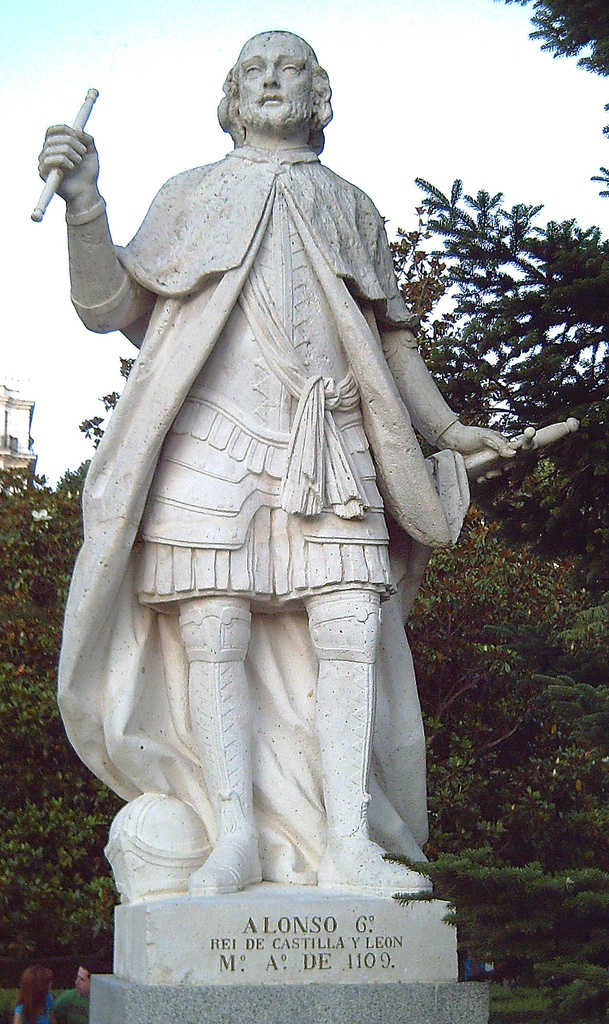
1085: Alfons VI.

- 1085: Alfons VI. von Kastilien und León erobert Toledo und führt die Reconquista in Spanien damit erstmals in Kerngebiete des maurischen Al-Andalus.
- 1420: Der portugiesische Prinz Heinrich der Seefahrer wird mit päpstlicher Bulle durch Martin V. zum Gouverneur des Christusordens ernannt.
- 1521: Der Reichstag zu Worms geht nach knapp vier Monaten mit dem Reichsabschied zu Ende. Ein Teil der Reichsstände bleibt jedoch in Worms, um am nächsten Tag das Wormser Edikt zu beschließen.

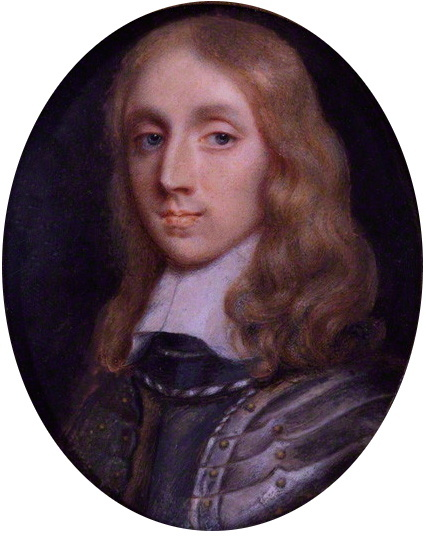
1659: Richard Cromwell

- 1659: Oliver Cromwells Sohn Richard wird vom Parlament zur Abdankung als Lordprotektor von England, Schottland und Irland aufgefordert und kommt dieser Aufforderung ohne Zögern nach. Damit ist der Weg frei für die Stuart-Restauration knapp ein Jahr später.
- 1720: In Marseille wird von einem aus Syrien ankommenden Schiff die Pest eingeschleppt. Sie breitet sich in der Folge in der Provence aus. Im Folgejahr wird aus Schutzgründen eine Pestmauer errichtet, gleichwohl erreicht die Epidemie auch Avignon.
- 1787: Die Philadelphia Convention tritt zusammen, um über Verbesserungen der Konföderationsartikel zu beraten. Aus der Arbeit der Delegierten erwächst am Ende die Verfassung der Vereinigten Staaten.

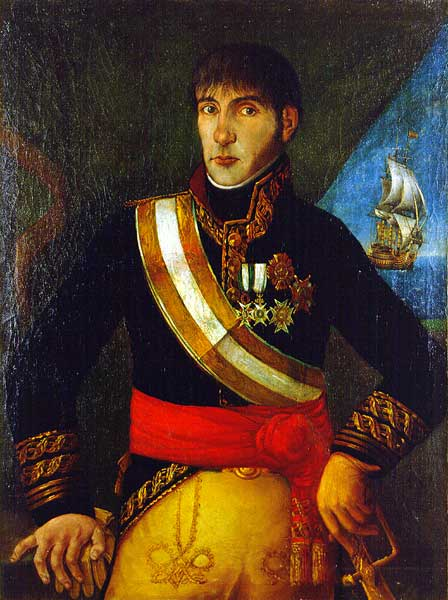
1810: Baltasar Hidalgo de Cisneros

- 1810: Bewaffnete Bürger der Stadt Buenos Aires unter Juan José Castelli und Nicolás Rodríguez Peña vertreiben während der Mai-Revolution im Vizekönigreich des Río de la Plata den Vizekönig Baltasar de Cisneros und rufen die Provincias Unidas del Río de la Plata aus. Obwohl die Regierungserklärung einen Treueeid auf den von Napoleon abgesetzten Ferdinand VII. von Spanien beinhaltet, gilt dies als Beginn der Unabhängigkeit Argentiniens.

1895: Flagge der Republik Formosa

- 1895: Aus Protest gegen den Vertrag von Shimonoseki, in dem das im Ersten Japanisch-Chinesischen Krieg unterlegene China die Insel Taiwan an Japan abtreten muss, erklären chinatreue Kräfte unter Tang Jingsong die Unabhängigkeit der Insel und rufen die Republik Formosa aus.

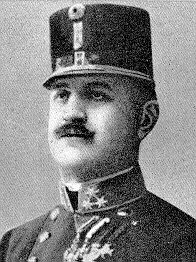
1913: Alfred Redl

- 1913: Alfred Redl, stellvertretender Leiter des österreichisch-ungarischen Nachrichtendienstes, nimmt sich nach Aufdeckung seiner Spionagetätigkeit für Russland das Leben.
- 1914: Das britische Unterhaus gestattet im Government of Ireland Act 1914 Irland mehr Souveränität. Das Home-Rule-Gesetz wird jedoch nicht umgesetzt, weil der Erste Weltkrieg und der irische Osteraufstand im Jahr 1916 die politische Szene verändern.
- 1926: Der jüdische Anarchist Scholom Schwartzbard erschießt in Paris den Chef der ukrainischen Exilregierung, Symon Petljura. Er wird später von einem Geschworenengericht freigesprochen. Im Zuge der Verhandlung entsteht die Menschenrechtsorganisation Ligue Internationale Contre le Racisme et l’Antisémitisme.
- 1945: Die Jugoslawische Volksarmee des Josip Broz Tito, die auf Drängen der britischen Regierung unter sowjetischen Oberbefehl gestellt worden ist, schließt ihren am 19. Mai begonnenen Rückzug aus Kärnten ab.

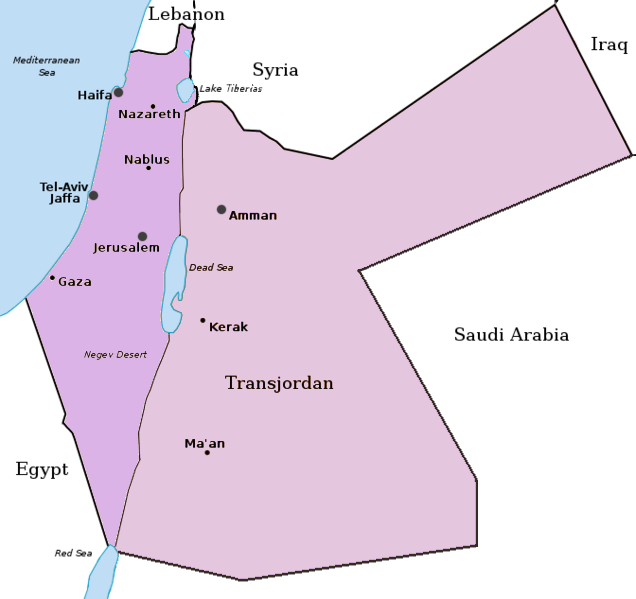
1946: Britische Mandatsgebiete im Nahen Osten

- 1946: Das vom Vereinigten Königreich am 22. März in die Unabhängigkeit entlassene Transjordanien wird zum Königreich. Abdallah ibn Hussain nimmt als Abdallah I. den Königstitel an.
- 1948: In der Sowjetischen Besatzungszone entsteht auf Betreiben der SED die National-Demokratische Partei Deutschlands (NDPD). Sie zählt zu den Blockparteien.

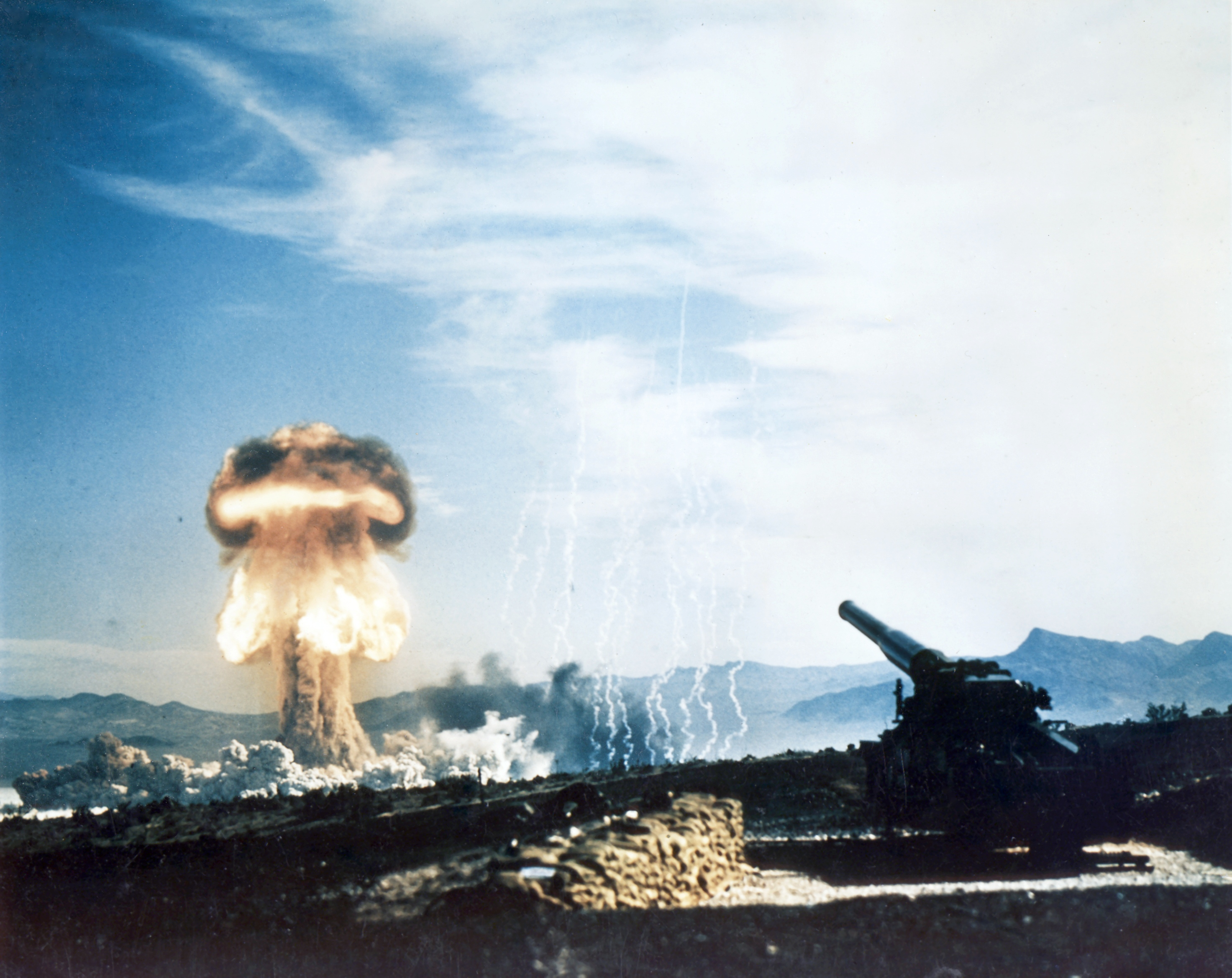
1953: Pilzwolke von Grable

- 1953: Im Zuge der US-amerikanischen Kernwaffentestserie Operation Upshot-Knothole wird auf der Nevada Test Site die bisher einzige nukleare Artilleriegranate Upshot-Knothole-Grable getestet.
- 1963: In Addis Abeba gründen 30 afrikanische Staaten, großteils Mitglieder der Casablanca-Gruppe, die Organisation für Afrikanische Einheit (OAU). Ziel der Organisation ist die konsequente Dekolonisation und die Einheit und Solidarität der afrikanischen Staaten zu fördern.
- 1981: In Kuwait gründen Kuwait, Saudi-Arabien, Oman, Bahrain, Katar und den Vereinigten Arabischen Emiraten den Golf-Kooperationsrat (GCC). Ziel der Organisation ist die Zusammenarbeit in der Außen- und Sicherheitspolitik sowie die Förderung der wirtschaftlichen und gesellschaftlichen Beziehungen.

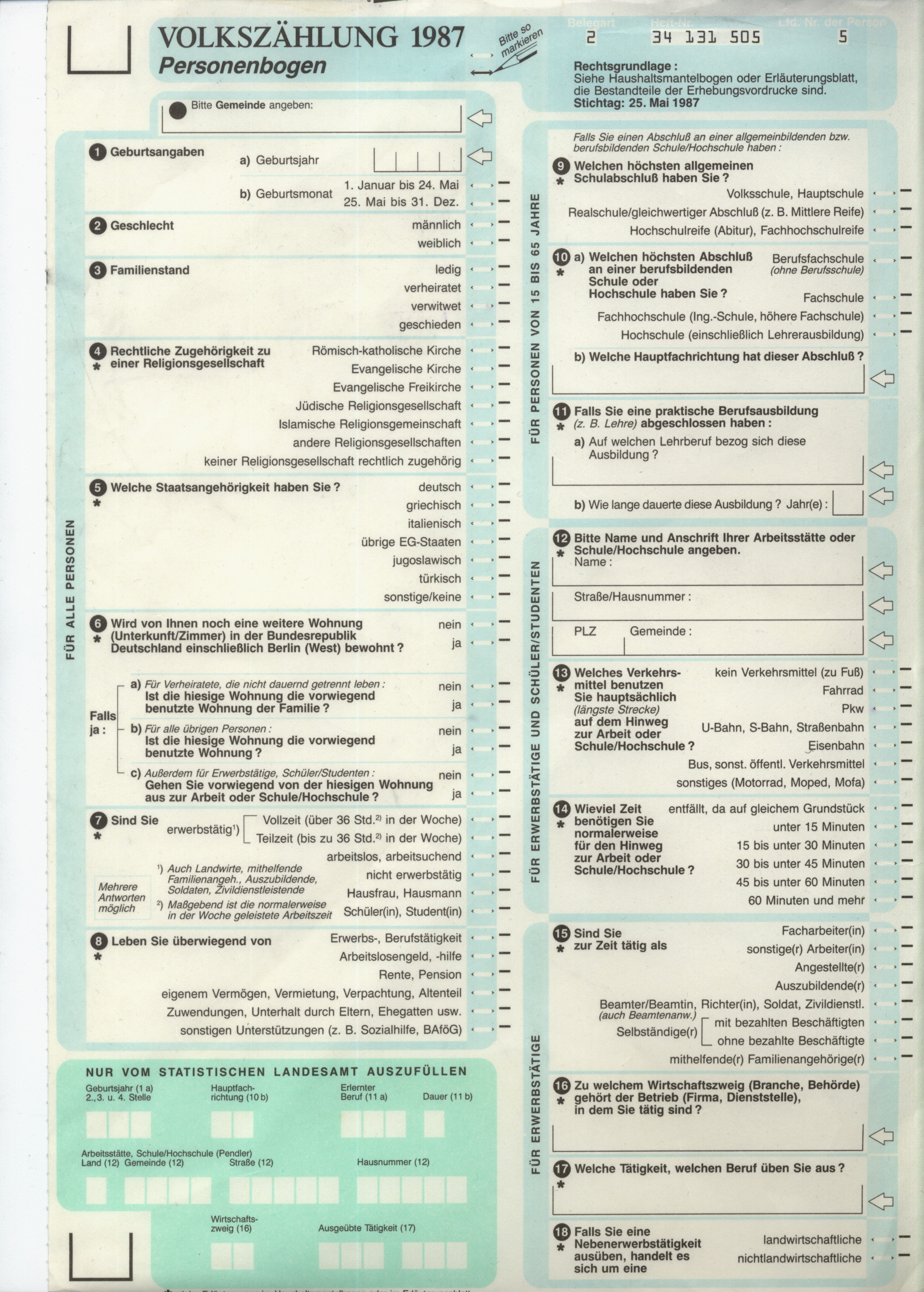
1987: Personenbogen der Volkszählung

- 1987: In der Bundesrepublik Deutschland ist dies der Stichtag für die Volkszählung, die sich nach vielen Bürgerprotesten über die anonym erhobenen Daten später als letztmalige Erhebung bei allen Erwachsenen erweist. Das Verfahren wird danach auf eine Stichprobenerhebung bei einem Teil der Bevölkerung umgestellt.
- 1993: Mit der Resolution 827 des Sicherheitsrat der Vereinten Nationen wird der Internationale Strafgerichtshof für das ehemalige Jugoslawien gegründet. Er ist zuständig für die Verfolgung schwerer Verbrechen, die seit 1991 in den Jugoslawienkriegen begangen worden sind.
- 1993: Guatemalas Staatspräsident Jorge Antonio Serrano Elias löst mit dem sogenannten Serranazo das Parlament und den Obersten Gerichtshof auf. Darauf folgt ein Militärputsch und die Entmachtung des Präsidenten.
- 1997: Mit einem Putsch in Sierra Leone wird Staatspräsident Ahmad Tejan Kabbah vorübergehend entmachtet. Der wegen Hochverrats im Gefängnis sitzende Johnny Paul Koroma wird befreit und vom Militär zum Staatsoberhaupt erklärt.
- 2003: In Argentinien wird Néstor Kirchner, der Provinzgouverneur von Santa Cruz in Patagonien, Staatspräsident, nachdem sich Carlos Menem der Stichwahl entzieht.
- 2004: Der Friedens- und Sicherheitsrat (PSC) wird am Hauptsitz der Afrikanischen Union in der äthiopischen Hauptstadt Addis Abeba gegründet.
- 2018: Die Datenschutz-Grundverordnung (DSGVO) wird wirksam.
- 2018: Das Referendum über die Abschaffung des Abtreibungsverbotes in Irland ist erfolgreich.
- 2021: Costa Rica wird der 38. Mitgliedstaat der OECD.

### Wirtschaft
- 1728: Ein königlicher Erlass von Ludwig XV. gestattet den Franzosen, Wein nicht mehr nur in Fässern, sondern auch in Flaschen zu transportieren. Dieser Erlass ist Grundlage für das Aufblühen des Champagnerhauses Ruinart in Reims.

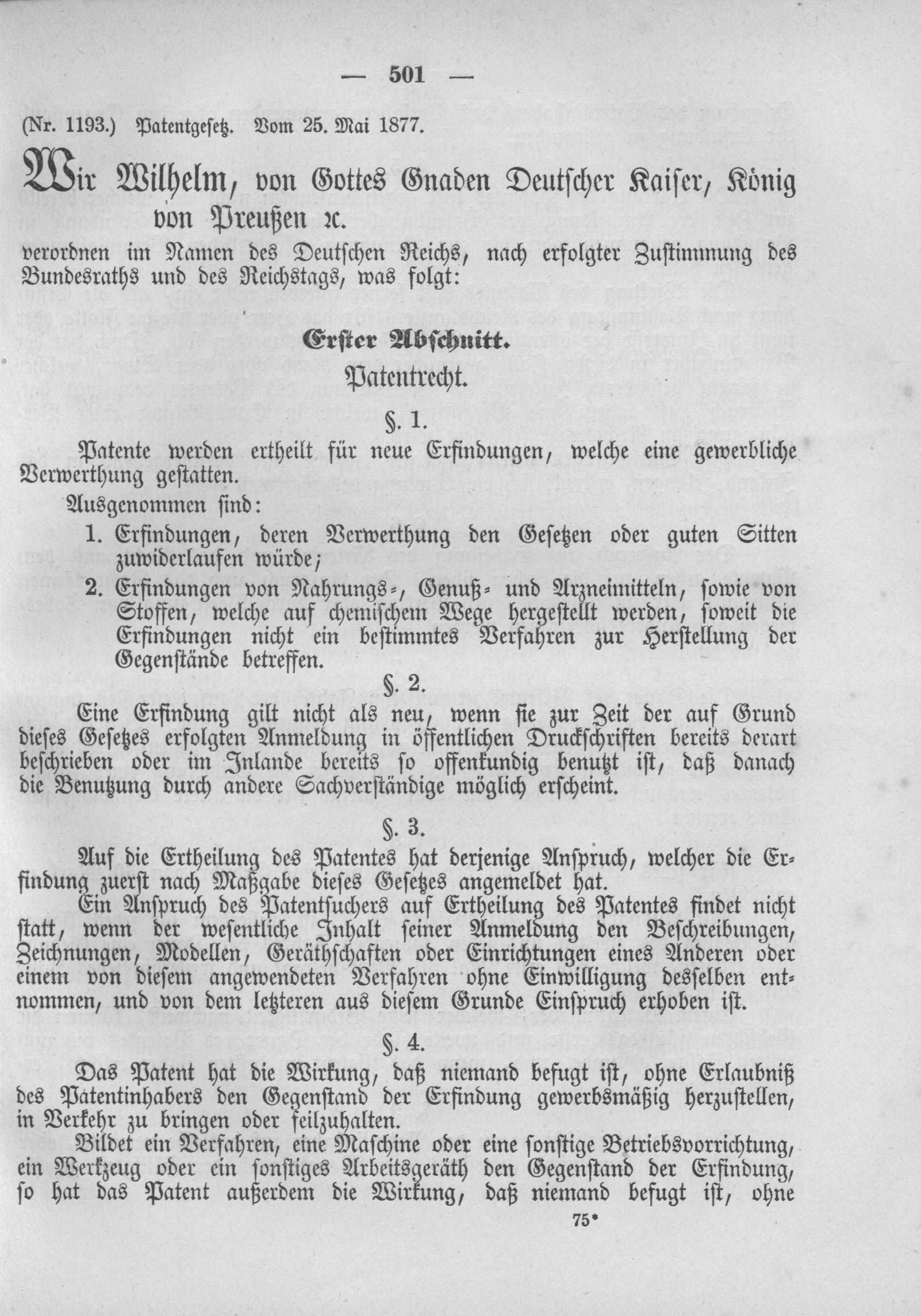
1877: RGBl zum Patentgesetz

- 1877: Im deutschen Kaiserreich verabschiedet der Reichstag das im Auftrag des kürzlich gegründeten Patentschutzvereins von Wilhelm André erarbeitete Patentgesetz, das eine Rechtsvereinheitlichung der bisher von den Ländern erteilten Patente bringt.
- 1983: In Jordanien wird südlich der Hauptstadt Amman der Queen Alia International Airport eröffnet.
- 1993: Franz Steinkühler tritt als Vorsitzender der deutschen Gewerkschaft IG Metall zurück. In den Tagen zuvor ist er in Verdacht geraten, als Aufsichtsratsmitglied der Daimler Benz AG Insidergeschäfte getätigt zu haben.
- 2004: Im Pamir-Gebirge wird der Kulma-Pass eröffnet, der die tadschikische Provinz Berg-Badachschan mit der chinesischen Region Xinjiang verbindet.

### Wissenschaft und Technik

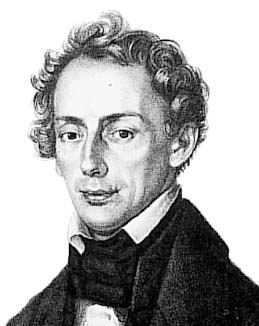
1842: Christian Doppler

- 1842: Der österreichische Physiker Christian Doppler trägt in Prag vor der Königlich Böhmischen Gesellschaft der Wissenschaften seine den Doppler-Effekt prognostizierende Abhandlung Über das farbige Licht der Doppelsterne und einiger anderer Gestirne des Himmels vor.
- 1928: Auf der zweiten Nordpolfahrt Umberto Nobiles stürzt das zu Forschungszwecken benutzte Luftschiff Italia bei schlechter Witterung ab. Die Führergondel wird beim Aufprall auf eine Eisscholle abgerissen, ein Mann stirbt dabei. Die nun steuerungslose Luftschiffhülle treibt wieder aufsteigend mit sechs Besatzungsmitgliedern an Bord ab und bleibt verschollen. Die Abgestürzten werden Tage später fast alle gerettet, die meisten von ihnen durch den sowjetischen Eisbrecher Krasin.

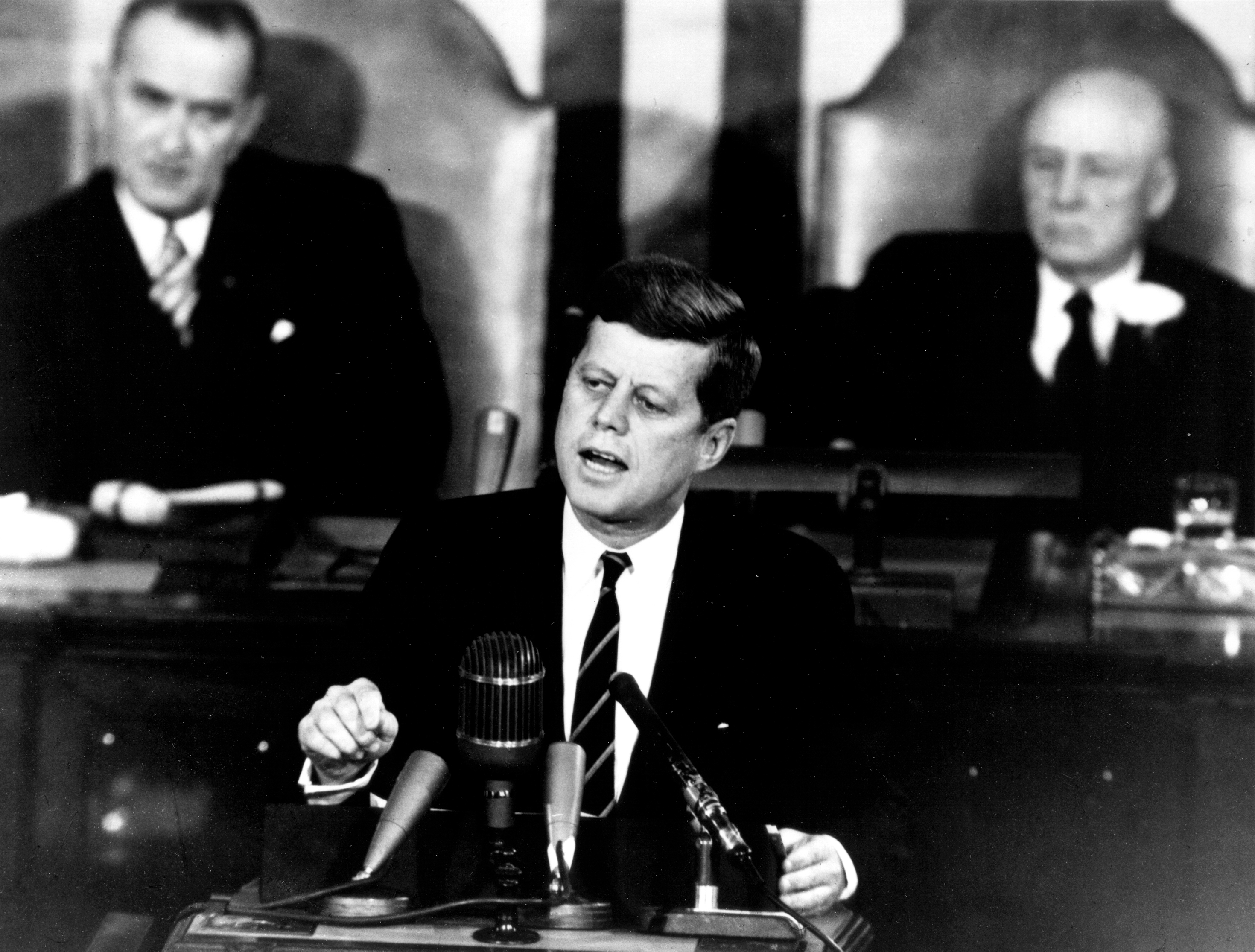
1961: JFK bei seiner Rede vor dem US Congress

- 1961: Der amerikanische Präsident John F. Kennedy kündigt während des Wettlaufs ins All im amerikanischen Kongress das Programm eines bemannten Mondflugs an, mit dem „noch vor Ende des Jahrzehnts ein Mensch zum Mond und sicher zur Erde zurück gebracht“ werden soll – das spätere Apollo-Programm.
- 1969: Der norwegische Abenteurer Thor Heyerdahl startet mit seiner Crew auf dem Papyrusboot Ra von Safi in Marokko aus zur Überquerung des Atlantiks. Er will eine mögliche Besiedlung Amerikas vor Augen führen. Die Expedition muss am 20. Juli vor dem Erreichen des Zieles Barbados aufgegeben werden, weil das Boot instabil wird.

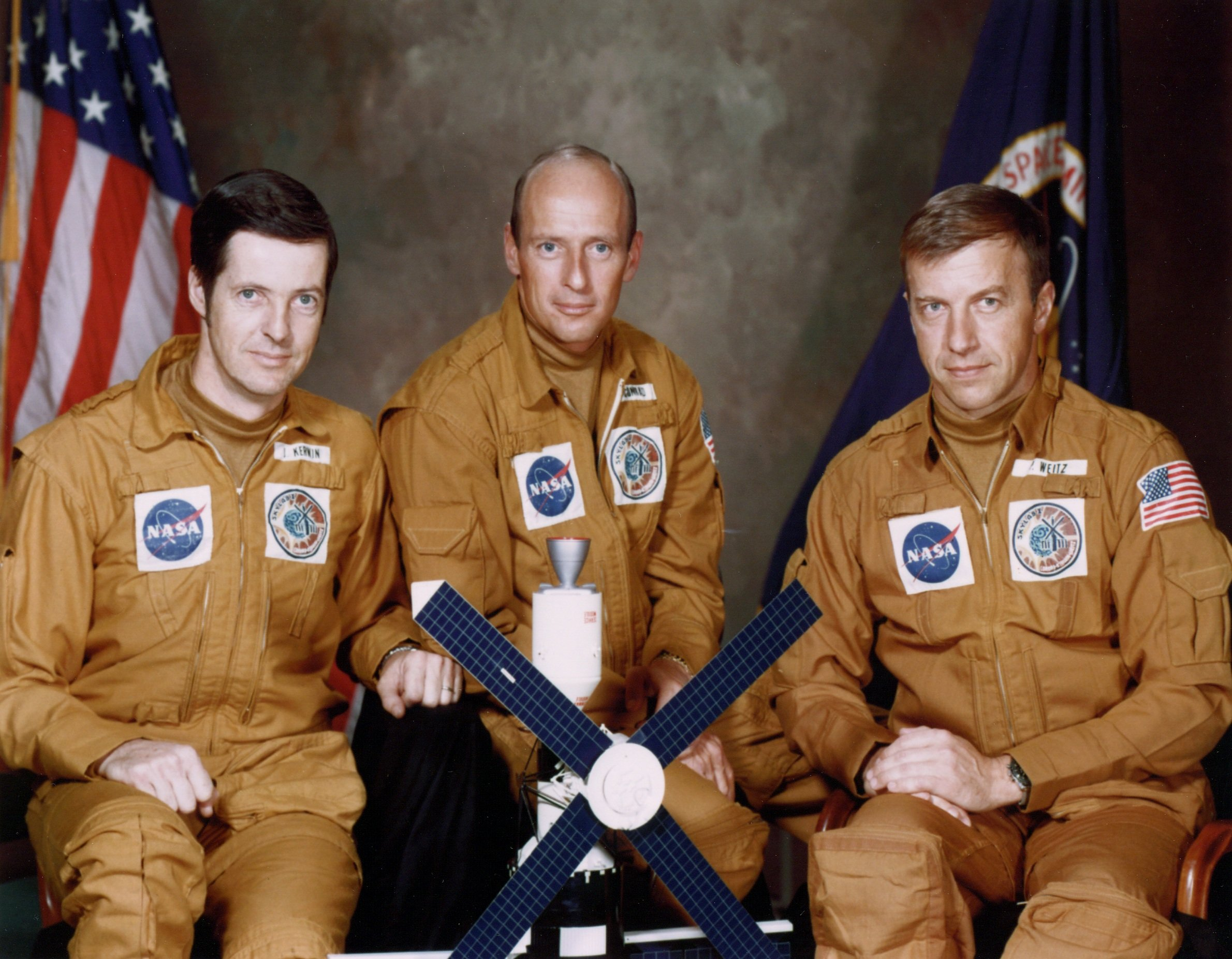
1973: Skylab 2-Crew Joseph Kerwin, Charles Conrad, Paul Weitz

- 1973: Vom Kennedy Space Center aus startet mit zehntägiger Verspätung auf Grund der Probleme beim Start von Skylab am 14. Mai die erste Besatzung von US-Astronauten zur Raumstation.
- 1998: Das erste Einzelteleskop des Very Large Telescope der Europäischen Südsternwarte auf dem Cerro Paranal in Chile liefert seine ersten Bilder aus dem Weltall.
- 2008: Die NASA-Raumsonde Phoenix landet erfolgreich auf dem Planeten Mars, nahe der nördlichen Polarregion.
- 2011: Die NASA beendet die Kontaktaufnahme zu ihrem Mars-Rover Spirit, da trotz mehrmaliger Bemühungen keine Kommunikation mehr zu ihm hergestellt werden kann.
- 2011: Das Internationale Büro für Tierseuchen (OIE) und die Ernährungs- und Landwirtschaftsorganisation der Vereinten Nationen (FAO) erklären die Rinderpest formell für ausgerottet. Vorangegangen war eine 1994 lancierte weltweite Initiative  zur Ausrottung der Erkrankung.

### Kultur

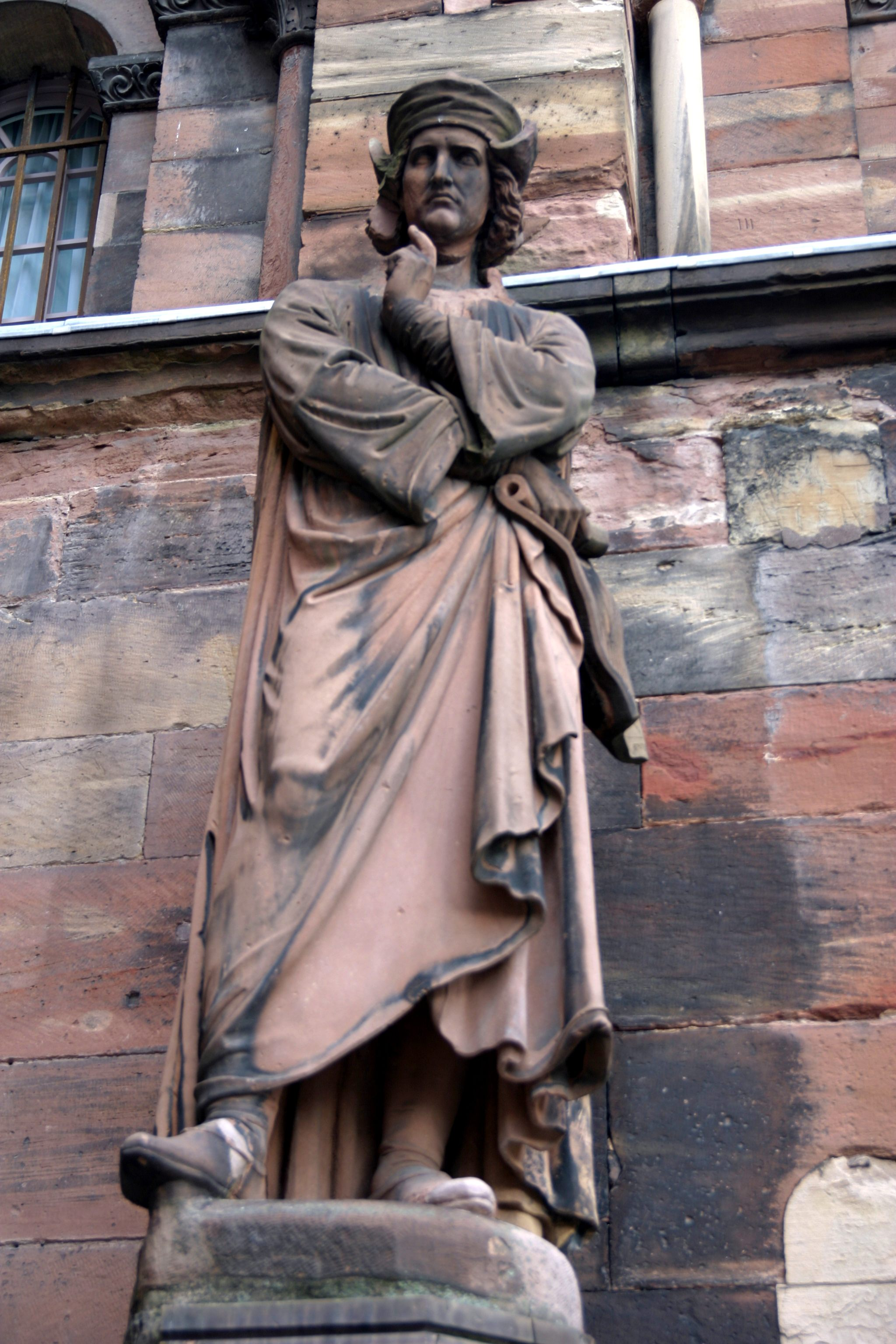
1277: Erwin von Steinbach am Straßburger Münster

- 1277: Der Steinmetz und Baumeister Erwin von Steinbach beginnt im Auftrag des Bischofs Konrad von Lichtenberg mit dem Bau der Fassade am Straßburger Münster.
- 1715: Am King’s Theatre am Haymarket in London erfolgt die Uraufführung von Georg Friedrich Händels Oper Amadigi di Gaula. Die Titelrolle wird von dem Kastraten Nicolò Grimaldi gesungen.
- 1869: In Wien wird das neue Opernhaus am Ring mit einer Aufführung des Don Juan von Wolfgang Amadeus Mozart feierlich eröffnet.

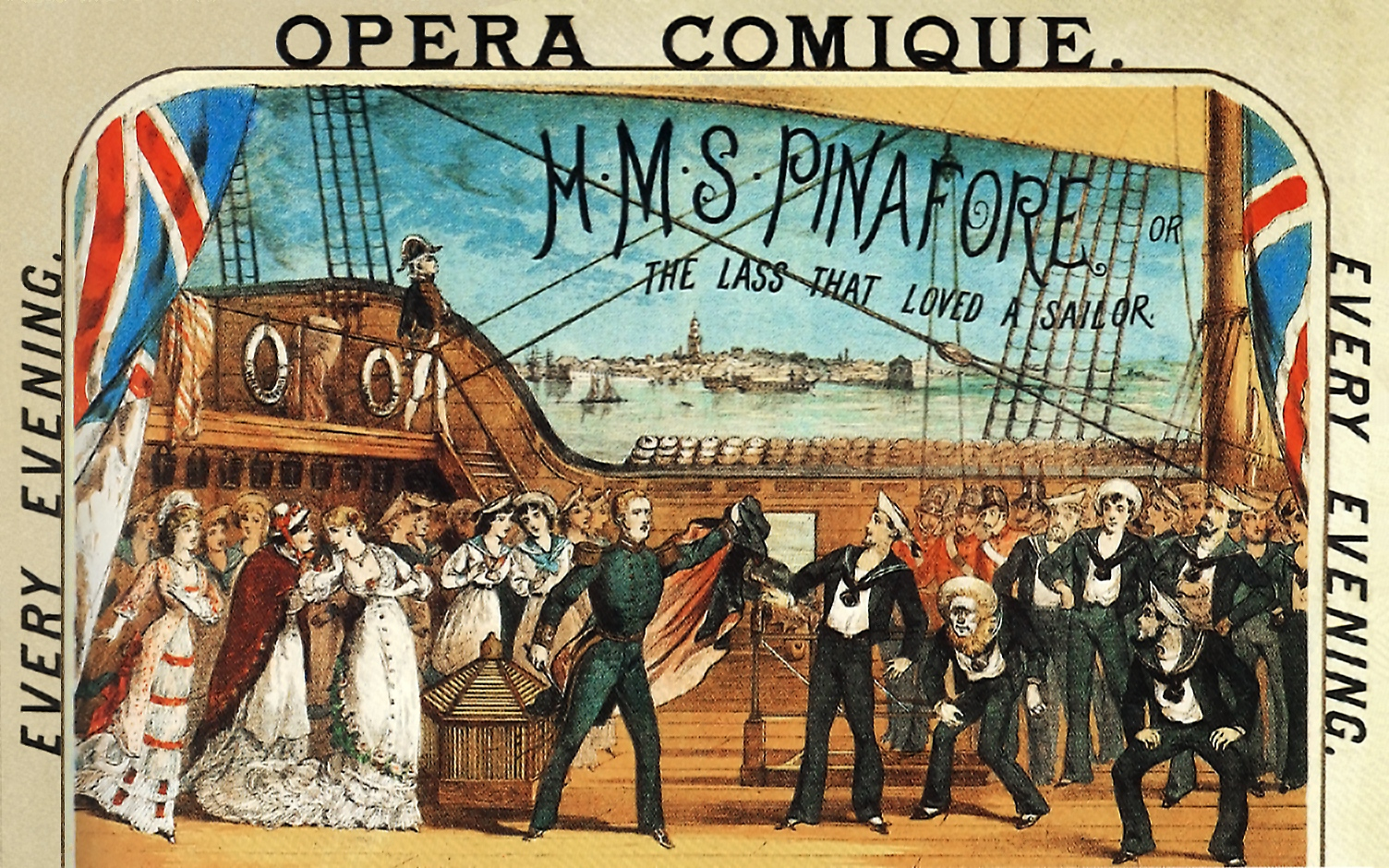
1878: Plakat zur Uraufführung

- 1878: Die komische Oper H.M.S. Pinafore; or, The Lass that Loved a Sailor des Komponisten Arthur Sullivan und des Librettisten William Schwenck Gilbert, bekannt als Gilbert und Sullivan, hat an der Opera Comique in London ihre Uraufführung. Mit insgesamt 571 Aufführungen in Serie wird das Stück die bis dahin zweitlängste Aufführungszeit eines musikalischen Bühnenwerks haben.
- 1908: Mit Verdis Aida wird das Opernhaus Teatro Colón in Buenos Aires eröffnet.
- 1912: In Köln wird die große Ausstellung des Sonderbundes eröffnet.
- 1932: Die Disneyfigur Goofy hat im Zeichentrickfilm Mickey’s Revue unter dem Namen Dippy Dawg ihren ersten Auftritt.
- 1953: Die einaktige Oper The Harpies von Marc Blitzstein hat unter der Leitung von Hugh Ross in New York City ihre Uraufführung.
- 1973: Der Spielfilm Das große Fressen (La grande bouffe) von Marco Ferreri verursacht bei den Filmfestspielen in Cannes einen Skandal.
- 1973: Das Debütalbum von Mike Oldfield Tubular Bells erscheint.

1977: Star Wars

- 1977: In den Vereinigten Staaten kommt der erste Kinofilm der Star-Wars-Serie (deutscher Titel Krieg der Sterne) zur Uraufführung.
- 1979: In den USA wird der Film Alien uraufgeführt. Er gilt mit seinen von HR Giger geschaffenen Wesen und Umgebungen als einer der visuell beeindruckendsten Filme des modernen Kinos und leitet eine ganze Reihe von Alien-Filmen ein.

### Gesellschaft

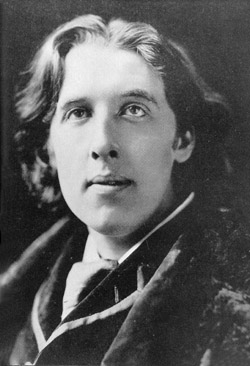
1895: Oscar Wilde

- 1895: Der Autor Oscar Wilde wird wegen „Unzucht“ (Homosexualität) zu zwei Jahren schwerer körperlicher Zwangsarbeit verurteilt.
- 1987: Die Laichinger Hungerchronik über Teuerung und Hungersnot 1816/17 wird als Anfang des 20. Jahrhunderts geschaffene Fälschung entlarvt.

### Religion
- 1899: In der Enzyklika Annum sacrum weiht Papst Leo XIII. die ganze Welt dem Herzen Jesu Christi und setzt das kirchliche Hochfest dazu auf den 11. Juni fest. Das Fest wird inzwischen am dritten Freitag nach Pfingsten begangen.

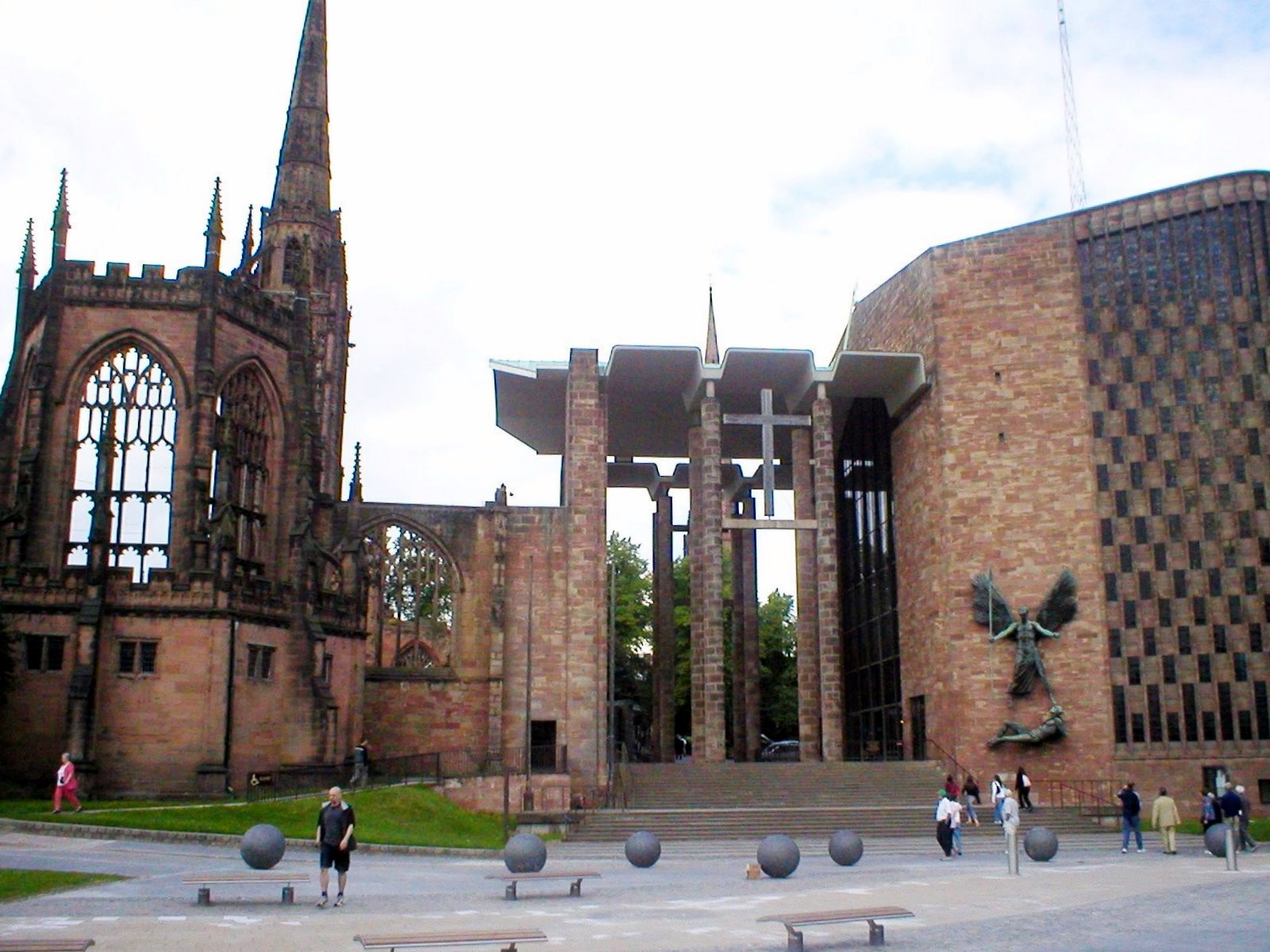
1962: alte und neue Kathedrale

- 1962: Die an die Ruinen der im Zweiten Weltkrieg völlig zerstörten Vorgängerkirche angebaute neue Coventry Cathedral wird eingeweiht. Sie ist ein Symbol für die Versöhnung unter den Völkern.

### Katastrophen
- 1865: 300 Menschen werden getötet, als in Mobile, Alabama, ein Munitionslager explodiert.
- 1923: Ein Erdbeben der Stärke 5,7 im Iran fordert ca. 2.200 Menschenleben.

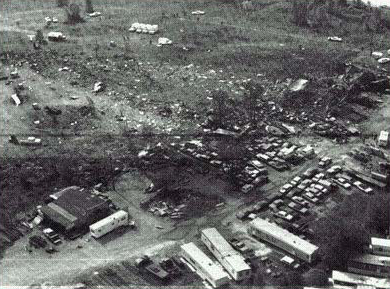
1979: Die Absturzstelle von Flug 191

- 1979: Ein Verkehrsflugzeug vom Typ McDonnell Douglas DC-10 verliert während des Starts vom O’Hare International Airport in Chicago, Illinois, ein Triebwerk und stürzt ab. Alle 271 Menschen an Bord sowie zwei am Boden sterben. Der Absturz von American-Airlines-Flug 191 ist bis heute der schwerste Flugunfall in den Vereinigten Staaten.
- 1985: Bangladesch wird von einem Zyklon und einer Sturmflut heimgesucht. Es sterben zwischen 10.000 und 40.000 Menschen.
- 2002: Eine Boeing 747-200 auf dem Flug 611 der China Airlines bricht in der Luft über der Formosastraße auseinander, 225 Menschen verlieren dabei ihr Leben.

Kleinere Unglücksfälle sind in den Unterartikeln von Katastrophe und in der Liste von Katastrophen aufgeführt.

### Natur und Umwelt
- 2004: Der Nationalpark Kellerwald-Edersee im Landkreis Waldeck-Frankenberg in Hessen wird offiziell eröffnet.
- 2018: In Schweden wird der Nationalpark Åsnen eröffnet.

### Sport
- 1901: In Buenos Aires wird der argentinische Fußballclub CA River Plate gegründet.
- 1935: Der für die Ohio State University startende Leichtathlet Jesse Owens bricht bei einem Meeting der Big Ten Conference in Ann Arbor, Michigan, innerhalb von 45 Minuten fünf Weltrekorde und stellt einen weiteren ein.

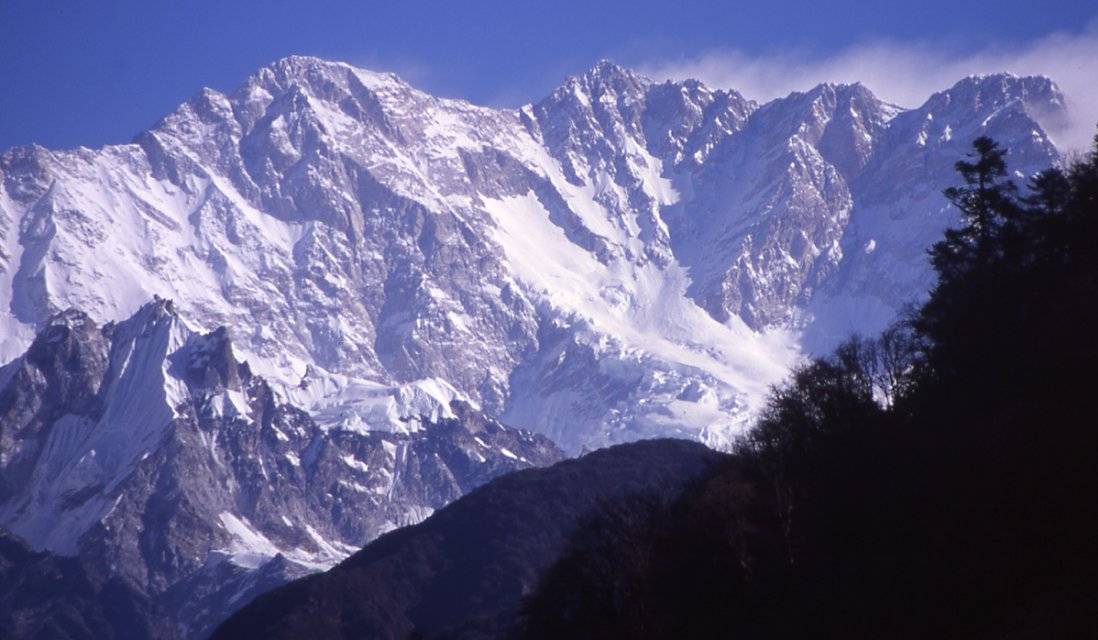
1955: Kangchendzönga

- 1955: Den Briten George Band und Joe Brown gelingt die Erstbesteigung des Kangchendzönga, des dritthöchsten Berges der Welt. Aus Respekt vor den religiösen Gefühlen der Einwohner von Sikkim halten sie wenige Schritte vor dem Gipfel an, eine Tradition, die bis heute von den meisten Expeditionen eingehalten wird.
- 1967: Celtic Glasgow besiegt Inter Mailand im Estádio Nacional in Lissabon mit 2:1 und gewinnt als erste britische Mannschaft den Europapokal der Landesmeister.

1977/2005: FC Liverpool

- 1977: Der FC Liverpool besiegt Borussia Mönchengladbach im Olympiastadion Rom mit 3:1 und gewinnt zum ersten Mal den Europapokal der Landesmeister.
- 1983: Der Hamburger SV unter Trainer Ernst Happel besiegt im Olympiastadion Athen Juventus Turin mit 1:0 und gewinnt erstmals den Europapokal der Landesmeister.
- 1995: Die dritte Rugby-Union-Weltmeisterschaft beginnt in Südafrika.
- 2001: Der US-Amerikaner Erik Weihenmayer erreicht als erster Blinder den Gipfel des Mount Everest.
- 2002: Neuseeland gewinnt das Finale der Frauen-Rugby-Union-Weltmeisterschaft in Barcelona 19:9 gegen England.
- 2005: Nachdem der FC Liverpool in der ersten Halbzeit bereits mit 0:3 zurückgelegen ist, gewinnt er im Finale der UEFA Champions League 2004/05 im Atatürk-Olympiastadion in Istanbul gegen die AC Mailand mit 6:5 nach Elfmeterschießen.
- 2013: Im Endspiel um die UEFA Champions League in London treffen erstmals in der Geschichte des Wettbewerbs mit Borussia Dortmund und dem FC Bayern München zwei deutsche Mannschaften aufeinander, welches der FC Bayern München mit 2:1 für sich entscheiden kann.

Einträge von Leichtathletik-Weltrekorden befinden sich unter der jeweiligen Disziplin unter Leichtathletik.

## Geboren

### Vor dem 18. Jahrhundert
- 1048: Song Shenzong, sechster chinesischer Kaiser der Song-Dynastie
- 1334: Sukō, dritter japanischer Gegen-Tennō (Nordhof)
- 1335: Margarethe von Luxemburg, Königin von Ungarn und Kroatien
- 1416: Jakob von Lichtenberg, Vogt der Stadt Straßburg und letzter Herr von Lichtenberg
- 1417: Katharina von Kleve, Herzogin von Geldern und Gräfin von Zutphen
- 1461: Zanobi Acciaioli, italienischer Dominikaner
- 1550: Kamillus von Lellis, italienischer Ordensgründer und Heiliger

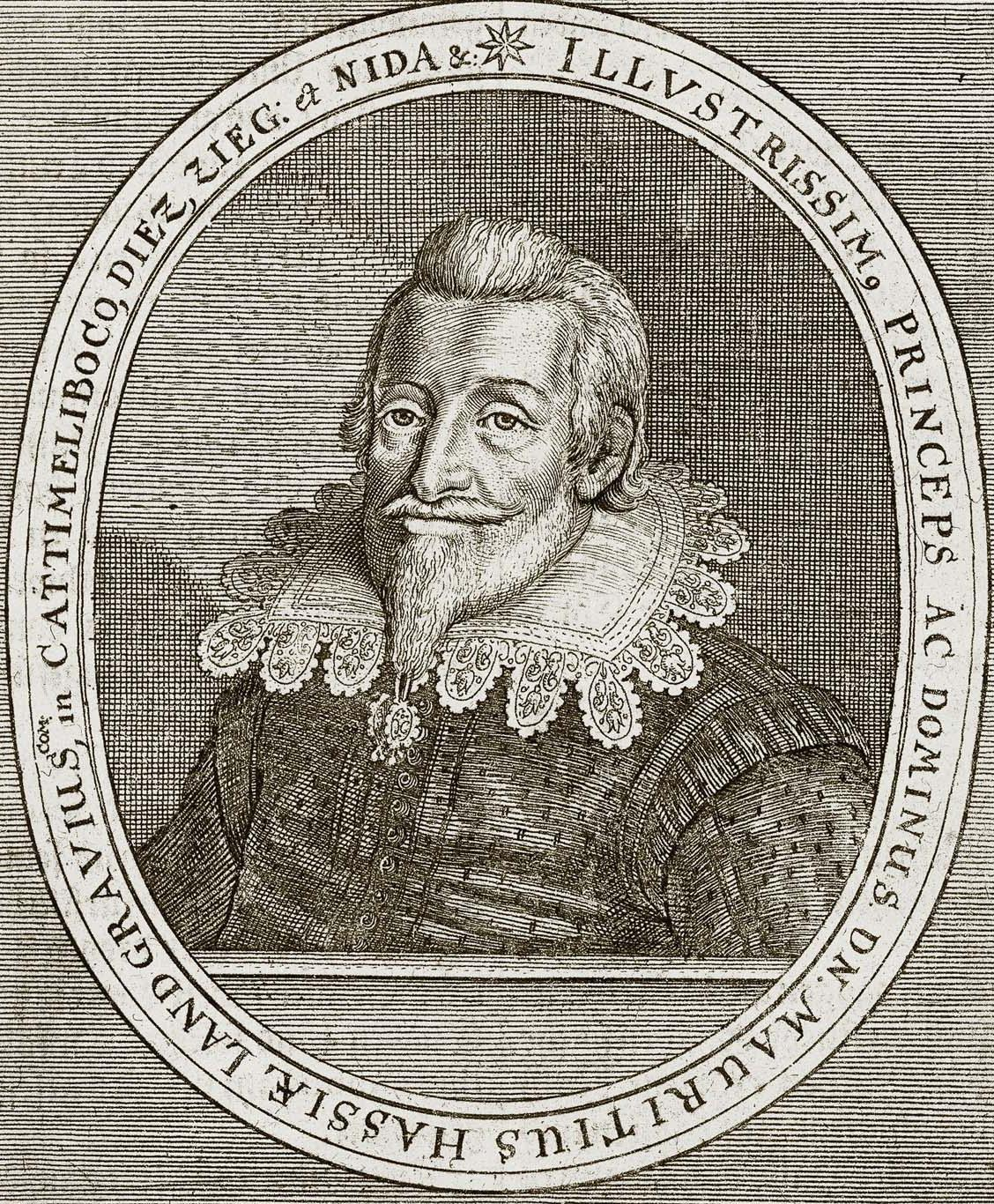
Moritz (* 1572)

- 1572: Moritz der Gelehrte, Landgraf von Hessen-Kassel
- 1581: Camillo II. Gonzaga di Novellara, Graf von Novellara und Bagnolo
- 1602: Zhu Yujian, chinesischer Kaiser der südlichen Min-Dynastie
- 1616: Carlo Dolci, italienischer Maler
- 1621: David Beck, niederländischer Maler
- 1630: Leopold Wilhelm von Königsegg-Rothenfels, Reichsvizekanzler des Heiligen Römischen Reiches
- 1652: Johann Philipp von Lamberg, Fürstbischof von Passau
- 1663: Johann Dientzenhofer, Bamberger Baumeister der Barockzeit
- 1684: Axel Erik Roos, schwedischer Baron, Generalleutnant und Landeshauptmann
- 1691: Johann Thomas Wagner, deutscher Bildhauer
- 1699: Anna Leszczyńska, polnische Prinzessin

### 18. Jahrhundert
- 1703: Christoph Ludwig Crell, deutscher Literatur- und Rechtswissenschaftler
- 1713: John Stuart, 3. Earl of Bute, britischer Premierminister
- 1715: Antonio Casali, Kardinal der katholischen Kirche
- 1716: Georg Abbt, Schweizer evangelischer Geistlicher
- 1718: Johann Christian Blasche, deutscher lutherischer Theologe
- 1723: Adam Friedrich Senfft von Pilsach, kursächsischer Kreishauptmann
- 1725: Samuel Ward, Gouverneur der Colony of Rhode Island and Providence Plantations
- 1730: Lorenzo Quaglio, italienischer Maler und Architekt
- 1743: Georg Christian Unger, deutscher Architekt und Baumeister
- 1753: Johann Michael Feder, katholischer Geistlicher und Hochschullehrer
- 1757: Louis-Sébastien Lenormand, französischer Physiker, Erfinder und Pionier des Fallschirmspringens
- 1759: Franz Paul von Herbert, österreichischer Kunstmäzen
- 1762: Walter Leake, US-amerikanischer Jurist und Politiker
- 1768: Kagawa Kageki, japanischer Tanka-Dichter
- 1769: Friedrich von der Decken, hannoverischer Generalfeldzeugmeister und Diplomat

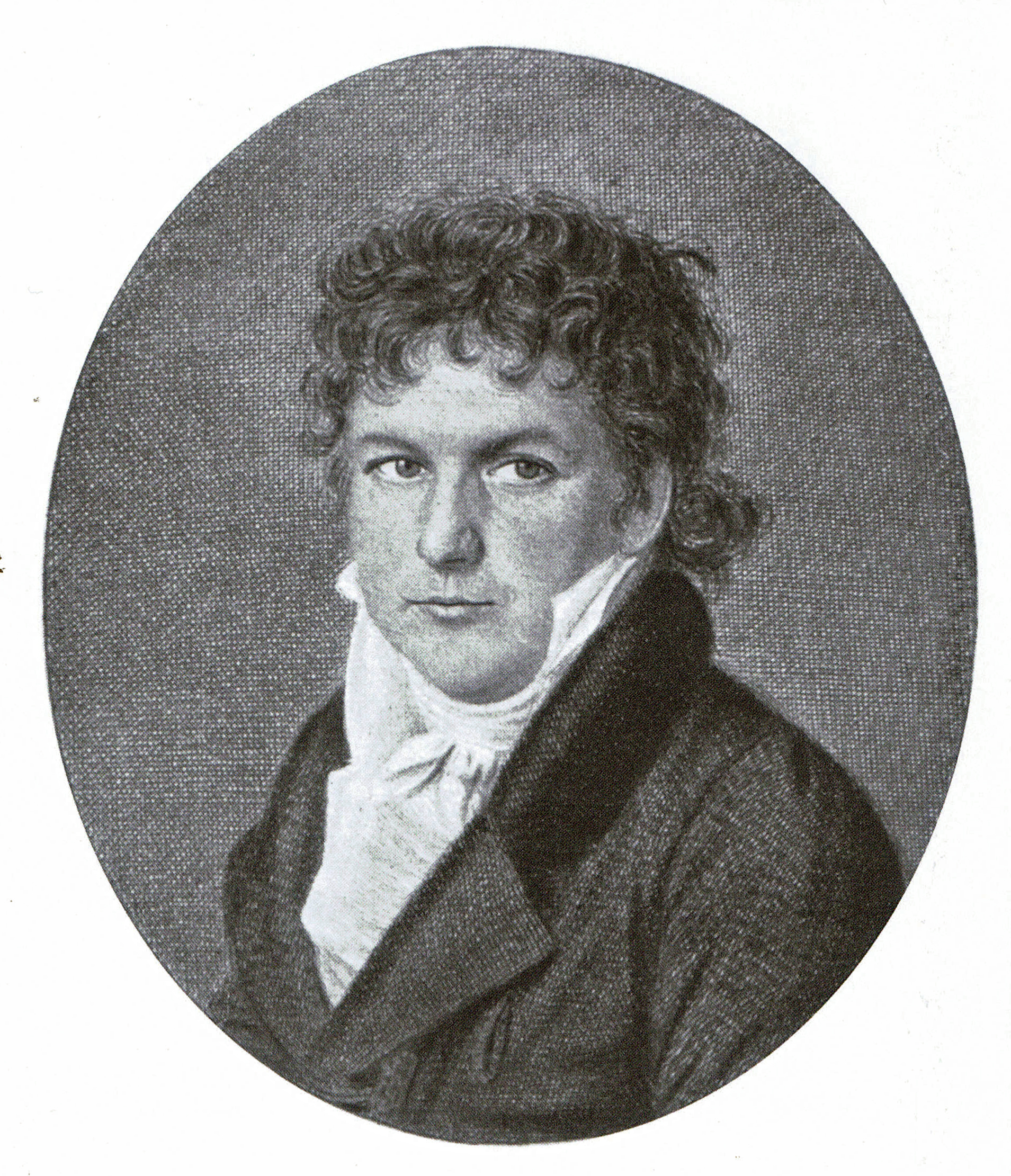
Adolph von Vagedes (* 1777)

- 1777: Adolph von Vagedes, deutscher Architekt und Dichter
- 1778: Claus Harms, deutscher protestantischer Theologe
- 1782: Johann Gottlieb Lehmann, deutscher Pädagoge und Philologe
- 1783: Philip Pendleton Barbour, US-amerikanischer Jurist und Politiker
- 1788: Ludwig von Wohlgemuth, österreichischer General
- 1791: Minh Mạng, zweiter Kaiser der vietnamesischen Nguyễn-Dynastie
- 1797: Hippolyte Auger, französischer Romanschriftsteller und Theaterdichter

### 19. Jahrhundert

#### 1801–1850
- 1801: Adolf von Natzmer, preußischer Generalleutnant
- 1802: Johann Friedrich von Brandt, deutscher Naturforscher und Zoologe
- 1803: Edward Bulwer-Lytton, 1. Baron Lytton, englischer Schriftsteller, Dichter und Politiker

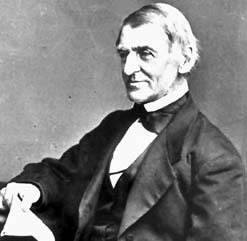
Ralph Waldo Emerson (* 1803)

- 1803: Ralph Waldo Emerson, US-amerikanischer Philosoph und Dichter
- 1804: Karl Traugott Stöckel, deutscher Orgelbauer
- 1805: Georg Jelačić von Bužim, Adliger kroatischer Abstammung, k.k. Feldmarschallleutnant und Divisionär
- 1805: William Duer, US-amerikanischer Rechtsanwalt und Politiker
- 1805: Eduard Maetzner, deutscher Gymnasiallehrer, Romanist, Anglist und Philologe
- 1806: Johann Baptist Czjzek, österreichischer Geologe
- 1806: François Thury, Schweizer Politiker
- 1807: Carl Johann Greith, Schweizer Priester, Bischof, Philosophiedozent, Theologie- und Kirchenhistoriker
- 1808: Guillaume Amédée Auguste Arendt, deutsch-belgischer Historiker und Theologe
- 1809: Johann Georg Nef, Schweizer Textilunternehmer, Mitglied des Kleinen Rats, Landesseckelmeister und Landesstatthalter
- 1809: Philipp Paulus, württembergischer Theologe, Lehrer, Schriftsteller und Abgeordneter des Württembergischen Landtags
- 1810: Edmond Boissier, Schweizer Botaniker
- 1815: Giovanni Caselli, italienischer Physiker
- 1818: Jacob Burckhardt, Schweizer Kulturhistoriker
- 1821: Henri Alexis Brialmont, belgischer General und Militärschriftsteller
- 1821: Moritz Laurentius, deutscher Jurist und Politiker
- 1821: Wilhelm Rüstow, deutscher Freiheitskämpfer, Revolutionär, Militärschriftsteller und -historiker
- 1821: Heinrich Matthias Sengelmann, Pastor und Gründer der Alsterdorfer Anstalten
- 1822: Heinrich Keil, deutscher Altphilologe
- 1826: Emmy Braun, pfälzische Kochbuchautorin
- 1827: Barbara Bayer, Bäckerin und Erstproduzentin der Karlsbader Oblaten
- 1832: Jules Blanchard, französischer Bildhauer
- 1834: Jakob Müller, deutscher Orgelbauer
- 1841: Louis Aronstein, deutscher Chemiker
- 1842: Helen Blackburn, britische Frauenrechtlerin
- 1846: Naim Frashëri, albanischer Dichter

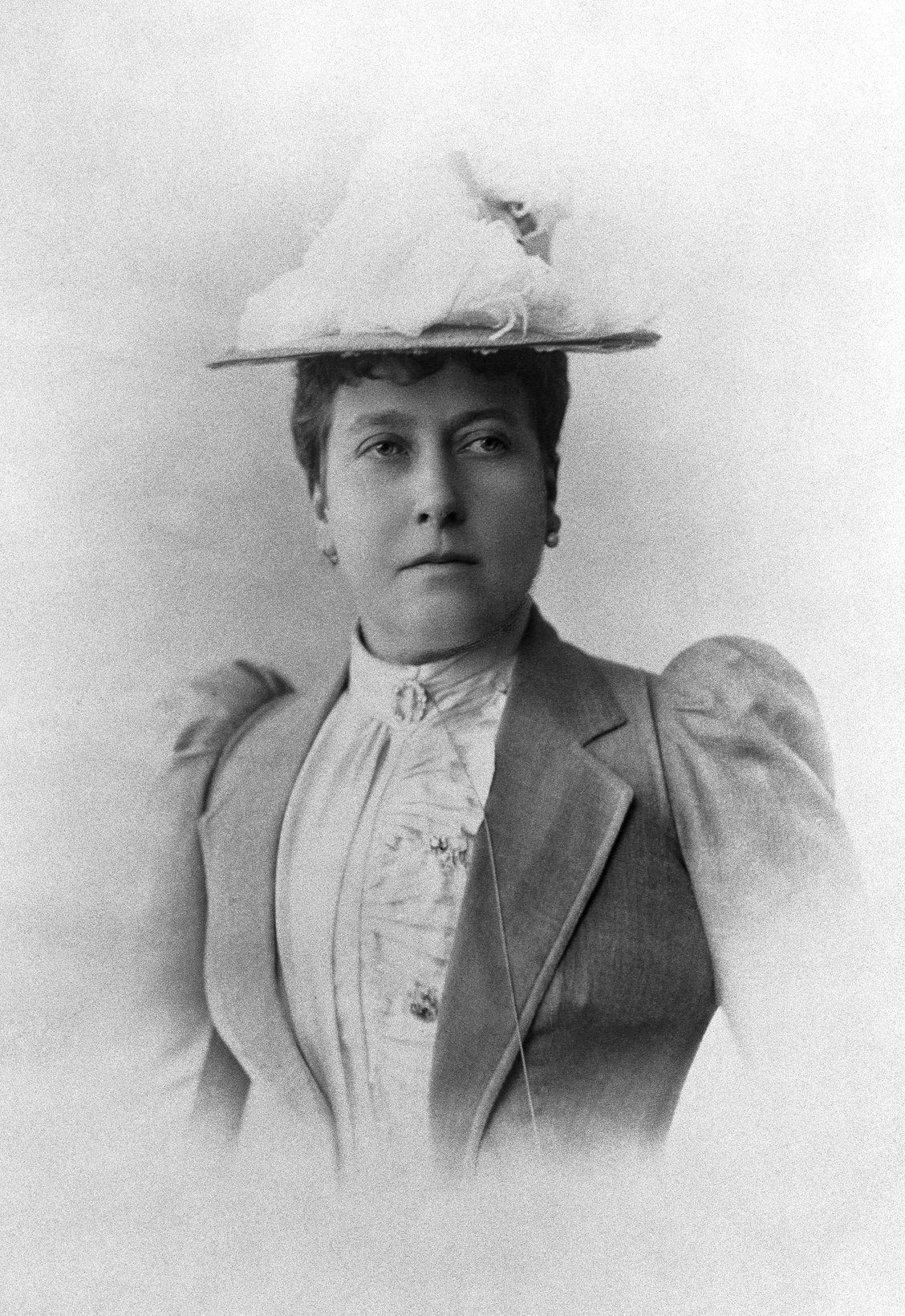
Helena von Großbritannien und Irland (* 1846)

- 1846: Helena von Großbritannien und Irland, Mitglied der britischen Königsfamilie
- 1848: Helmuth Johannes Ludwig von Moltke, deutscher General
- 1849: Tom Wiggins, US-amerikanischer Musiker und Komponist

#### 1851–1900
- 1851: Johann Peisker, tschechischer Soziologe

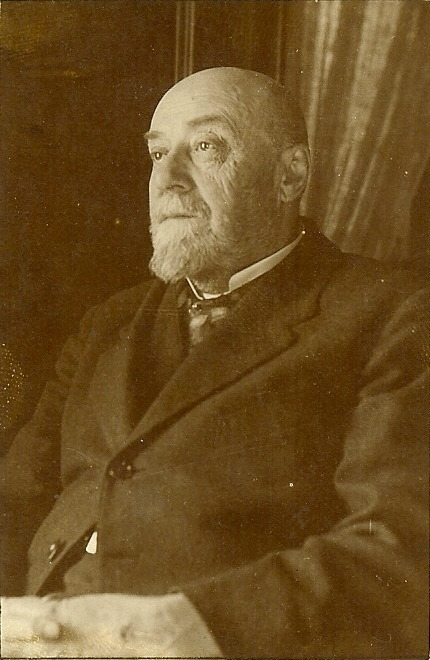
Franz Hilarius Ascher (* 1852)

- 1852: Franz Hilarius Ascher, österreichischer Großgrund- und Bergwerksbesitzer, Montankonsulent, Generaldirektor, Chefredakteur und Verleger
- 1854: Hugo von Preen, österreichischer Maler, Archäologe und Heimatforscher
- 1855ː Helene Berthold, deutsche Schriftstellerin
- 1859: Alois Delug, österreichischer Maler
- 1860: James McKeen Cattell, US-amerikanischer Psychologe
- 1860: Henry William Massingham, britischer Journalist
- 1860: Bruno Louis Schaefer, deutscher Jurist, Senator in Hamburg
- 1862: Vincent Gottofrey, Schweizer Jurist, Hochschullehrer und Politiker
- 1863: Kunigunde Ansion, österreichische Schriftstellerin
- 1863: Conrad Cichorius, deutscher Altphilologe und Althistoriker
- 1863: Camille Erlanger, französischer Komponist
- 1863: Wolfgang Golther, deutscher Germanist und Literaturhistoriker
- 1863: Heinrich Rickert, deutscher Philosoph und Universitätsprofessor
- 1864: Anne Löwenstein-Wertheim, britische Flugpionierin
- 1865: Friedrich August III., letzter König von Sachsen
- 1865: John Raleigh Mott, US-amerikanischer evangelischer Theologe
- 1865: Mathilde Verne, englische Pianistin und Musikpädagogin

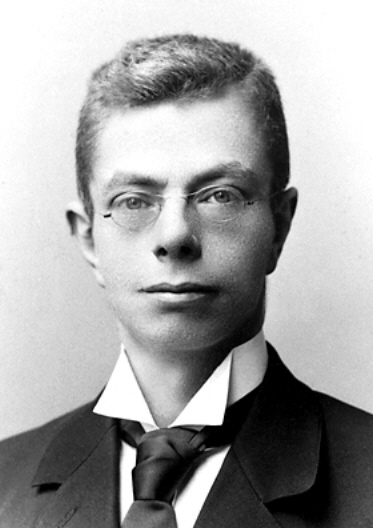
Pieter Zeeman (* 1865)

- 1865: Pieter Zeeman, niederländischer Physiker, Nobelpreisträger
- 1866: Johann Auinger, österreichischer Politiker
- 1867: Wilhelm Langheld, deutscher Offizier
- 1868: Charles Hitchcock Adams, US-amerikanischer Chemiker, Holzhändler und Amateur-Astronom
- 1868: Ernst Wettig-Weissenborn, niederländischer Komponist deutscher Abstammung
- 1869: Amélie von Soden, deutsche Politikerin
- 1871: Otto Dempwolff, deutscher Sprachwissenschaftler und Volkskundler
- 1874: Abraham Oyanedel Urrutia, chilenischer Politiker
- 1875: Vincenzo Lanfranchi, italienischer Radsportler, Motorradrennfahrer und Unternehmer
- 1876: Friedrich Ackermann, bayerischer Politiker und Jurist
- 1877: Billy Murray, US-amerikanischer Sänger
- 1878: Bill „Bojangles“ Robinson, afroamerikanischer Stepptänzer
- 1879: Max Aitken, 1. Baron Beaverbrook, kanadisch-britischer Verleger und Politiker
- 1879: William Stickney, US-amerikanischer Golfspieler
- 1880: Charlotte Berend-Corinth, deutsche Malerin der Moderne
- 1882: Maurice Le Boucher, französischer Komponist, Organist und Musikpädagoge
- 1882: Alexander Isaak Cemach, russisch-österreichisch-britischer Mediziner und Hochschullehrer

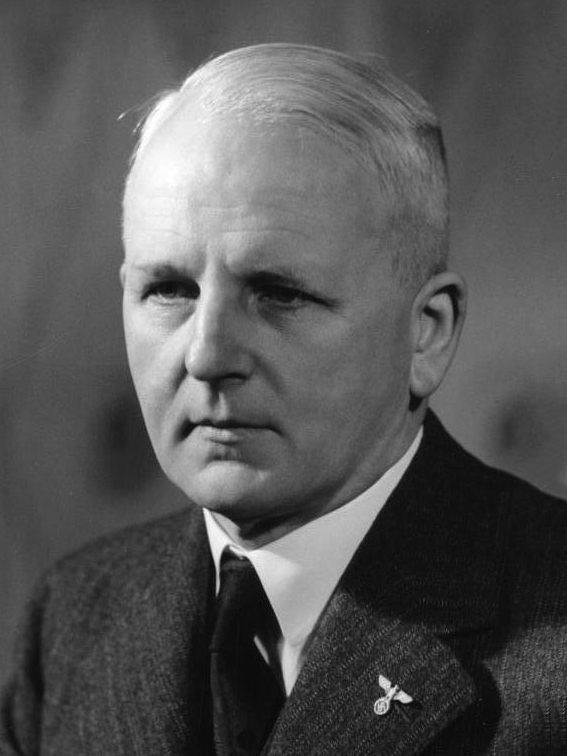
Ernst von Weizsäcker (* 1882)

- 1882: Ernst von Weizsäcker, deutscher Marineoffizier, Diplomat, Staatssekretär und SS-General
- 1883: Carl-Friedrich Böninger, deutscher Manager
- 1883: Arthur Catterall, englischer Geiger, Dirigent und Musikpädagoge
- 1883: Fritz Enderlin, Schweizer Lehrer,  Dialektologe, Mundart-Schriftsteller und Kirchenlied-Dichter
- 1883: Marie Oldekop, deutsche Malerin
- 1884: Emilio Perea, italienischer Opernsänger
- 1885: Isaac Anken, Schweizer Politiker
- 1887: Pio von Pietrelcina, stigmatisierter italienischer Kapuzinerpater
- 1888: Anatoli Nikolajewitsch Alexandrow, russischer Komponist
- 1888: Max Becker, deutscher Politiker, MdB
- 1888: Miles Malleson, britischer Schauspieler und Drehbuchautor
- 1889: Lucien Adrion, französischer Maler
- 1889: Gilardo Gilardi, argentinischer Komponist und Musikpädagoge
- 1889: Sverre Jordan, norwegischer Komponist und Pianist
- 1889: Igor Iwanowitsch Sikorski, US-amerikanischer Flugzeugbauer ukrainischer Herkunft
- 1890: Alexander Jakowlewitsch Arossew, russisch-sowjetischer Schriftsteller, Politiker und Diplomat
- 1891: Johannes Lange, deutscher Psychiater
- 1894: Fritz Gersbach, Schweizer Chorleiter und Komponist
- 1894: Georg Joos, deutscher Physiker
- 1894: Čeněk Junek, tschechoslowakischer Bankier und Automobilrennfahrer
- 1894: Josef Wolfgang Steinbeißer, deutscher Schauspieler und Dramatiker
- 1895: Clara Porset, kubanische Möbeldesignerin und Innenarchitektin
- 1896: Jan Nicolaas Bakhuizen van den Brink, niederländischer Theologe und Kirchenhistoriker
- 1898: Robert Aron, französischer Historiker und Essayist
- 1898: Ferdinand Feigl, österreichischer Fußballtorhüter
- 1898: Paul Frischauer, österreichischer Schriftsteller
- 1898: Mischa Levitzki, US-amerikanischer Pianist
- 1899: Boris Artzybasheff, US-amerikanischer Illustrator
- 1899: Carlo Sbisà, italienischer Maler, Bildhauer und Keramiker
- 1900: Angel D’Agostino, argentinischer Tangomusiker
- 1900: Teddy Brown, US-amerikanischer Unterhaltungskünstler und Musiker
- 1900: Alain Grandbois, kanadischer Lyriker, Novellist und Essayist

### 20. Jahrhundert

#### 1901–1925
- 1901: Emilio Amero, mexikanischer Maler, Grafiker und Fotograf
- 1901: Otto Aßmann, deutscher Politiker, Oberbürgermeister von Zwickau und Gera
- 1902: Helvi Leiviskä, finnische Komponistin
- 1903: Johan Schreiner, norwegischer Historiker
- 1904: Gerda Lissack, deutsche Grafikerin, Zeichnerin, Widerstandskämpferin und NS-Opfer
- 1904: Kurt Thomas, deutscher Komponist und Chorleiter

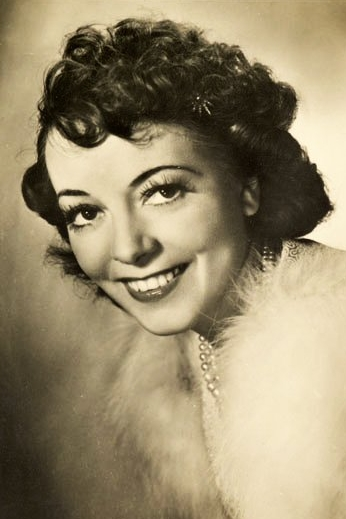
Lizzi Waldmüller (* 1904)

- 1904: Lizzi Waldmüller, österreichische Filmschauspielerin und Sängerin
- 1905: Nils Ahrbom, schwedischer Architekt
- 1905: Wilhelm Apel, deutscher Politiker, MdL
- 1906: Cele Abba, italienische Theater- und Filmschauspielerin
- 1907: Plácido Domingo Ferrer, spanischer Zarzuelasänger (Bariton)
- 1907: U Nu, Premierminister von Myanmar
- 1908: Theodore Roethke, US-amerikanischer Lyriker
- 1908: Sylvia Stave, schwedische Designerin
- 1909: Alfred Kubel, deutscher Politiker, MdL, Ministerpräsident von Niedersachsen
- 1912: Stephen Ailes, US-amerikanischer Politiker, Heeresminister
- 1912: Marshall Wayne, US-amerikanischer Wasserspringer, Olympiasieger
- 1917: Josef Rudnick, deutscher Unternehmer und Politiker
- 1918: Claude Akins, US-amerikanischer Schauspieler
- 1919: Trude Lechle, österreichische Schauspielerin und Produzentin
- 1920: Vladimír Fuka, tschechischer Musiker und Komponist
- 1920: Rudolf Lenz, österreichischer Schauspieler
- 1921: Hal David, US-amerikanischer Popmusik-Texter

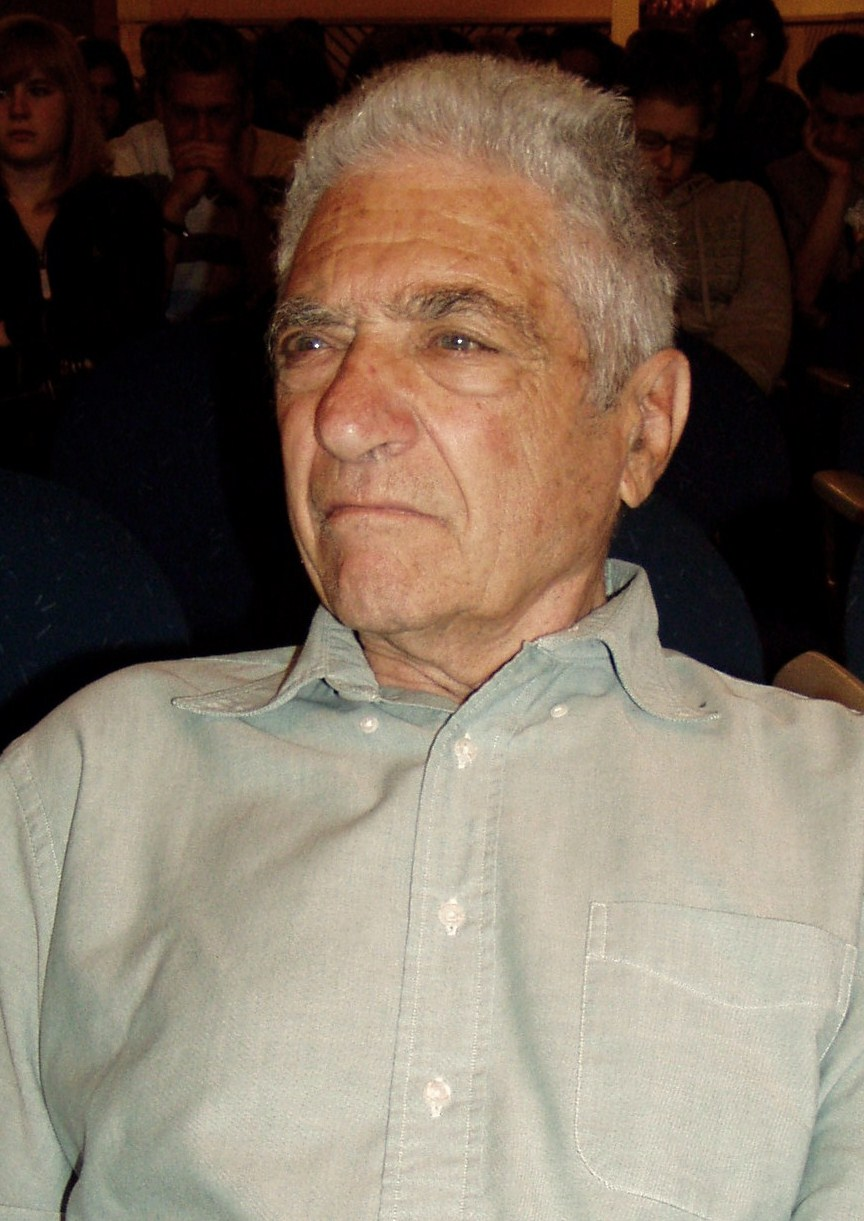
Jack Steinberger (* 1921)

- 1921: Jack Steinberger, US-amerikanischer Physiker und Nobelpreisträger
- 1922: Enrico Berlinguer, italienischer Politiker, Generalsekretär der Kommunistischen Partei Italiens
- 1922: Kitty Kallen, US-amerikanische Sängerin
- 1923: Eduardo Estéban Tejeda, argentinischer Komponist
- 1924: Heinrich Aigner, deutscher Politiker, MdB
- 1924: David Atlas, US-amerikanischer Meteorologe
- 1924: Rafael Iglesias, argentinischer Boxer, Olympiasieger
- 1924: Ursula Kaplony-Heckel, deutsche Ägyptologin
- 1924: Walter Schultheiß, deutscher Schauspieler, Autor und Maler
- 1925ː Rita Bartos, österreichische Opernsängerin
- 1925: Rosario Castellanos, mexikanische Dichterin und Schriftstellerin
- 1925: Aldo Clementi, italienischer Komponist
- 1925ː Renate Neumüllers-Klauser, deutsche Mittelalterhistorikerin und Inschriftenforscherin
- 1925: Rudolf Scheurer, Schweizer Fußballspieler, -schiedsrichter und Politiker

#### 1926–1950
- 1926: Curt Engelhorn, Mitgesellschafter des Pharma-Unternehmens Boehringer Mannheim

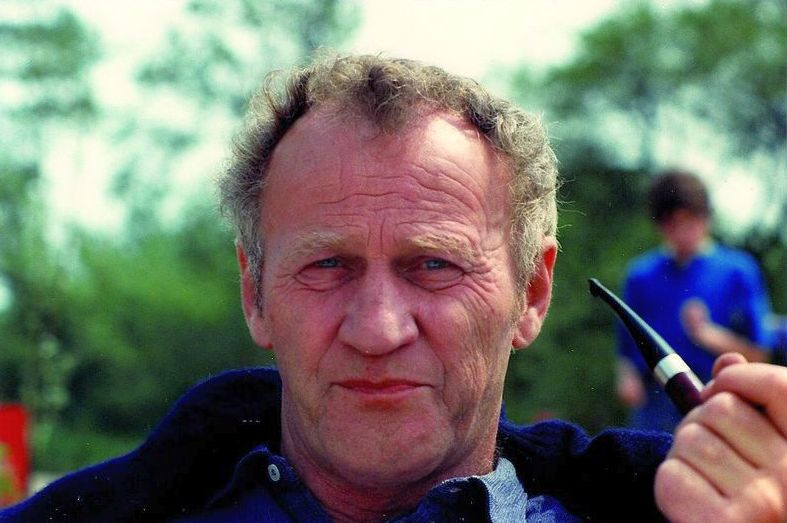
Max von Grün (* 1926)

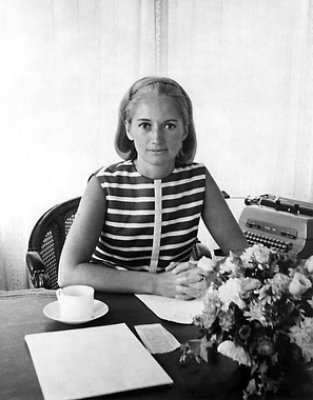
Mary Wells (* 1928)

- 1926: Max von der Grün, deutscher Schriftsteller
- 1926: Peter Schulze-Rohr, deutscher Regisseur und Drehbuchautor
- 1926: Bill Sharman, US-amerikanischer Basketballspieler und -trainer
- 1927: Robert Ludlum, US-amerikanischer Schriftsteller, Schauspieler und Produzent
- 1927: Imogen Stuart, deutsch-irische Bildhauerin
- 1928: Frigyes Hidas, ungarischer Komponist
- 1928: Mary Wells Lawrence, US-amerikanische Unternehmerin der Werbebranche
- 1929: Ursula Randt, deutsche Autorin
- 1929: Werner Zeyer, deutscher Politiker, Ministerpräsident des Saarlands
- 1930: Hans Georg Anniès, deutscher Druckgraphiker und Bildhauer
- 1930: Willi Scholz, deutscher Filmschauspieler
- 1930: Ernst Wilke, deutscher Politiker, Präsident des Regierungsbezirks Kassel
- 1933: Amanda Guerreño, argentinische Komponistin
- 1934: Eldar Asimsade, sowjetischer Fußballschiedsrichter
- 1934: David Burke, englischer Schauspieler
- 1935: Otto Hegner, deutscher Brigadegeneral
- 1935: Jim Trueman, US-amerikanischer Unternehmer und Automobilrennfahrer
- 1936: Tom T. Hall, US-amerikanischer Sänger
- 1936: Willfried Penner, Wehrbeauftragter des Deutschen Bundestages
- 1936: Ely Tacchella, Schweizer Fußballspieler
- 1937: Klaus Brunnstein, deutscher Informatiker und Politiker, MdB

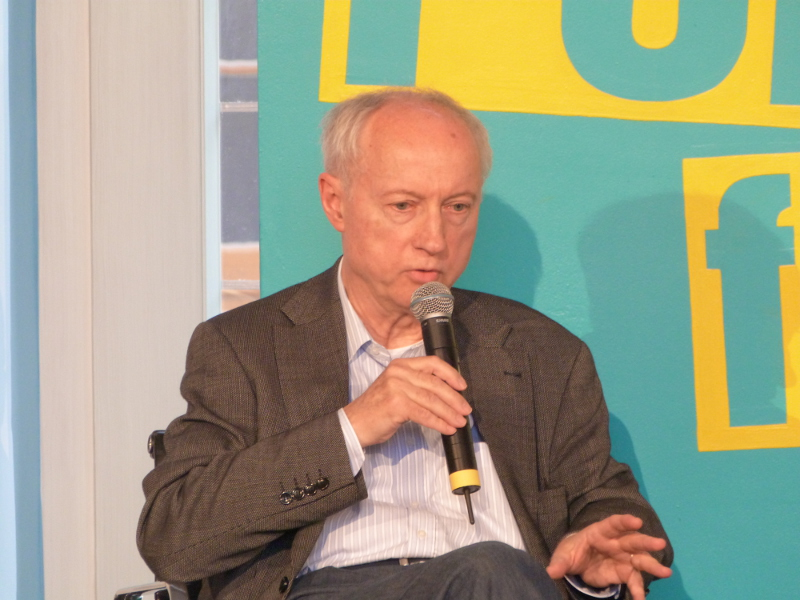
Friedrich Dieckmann (* 1937)

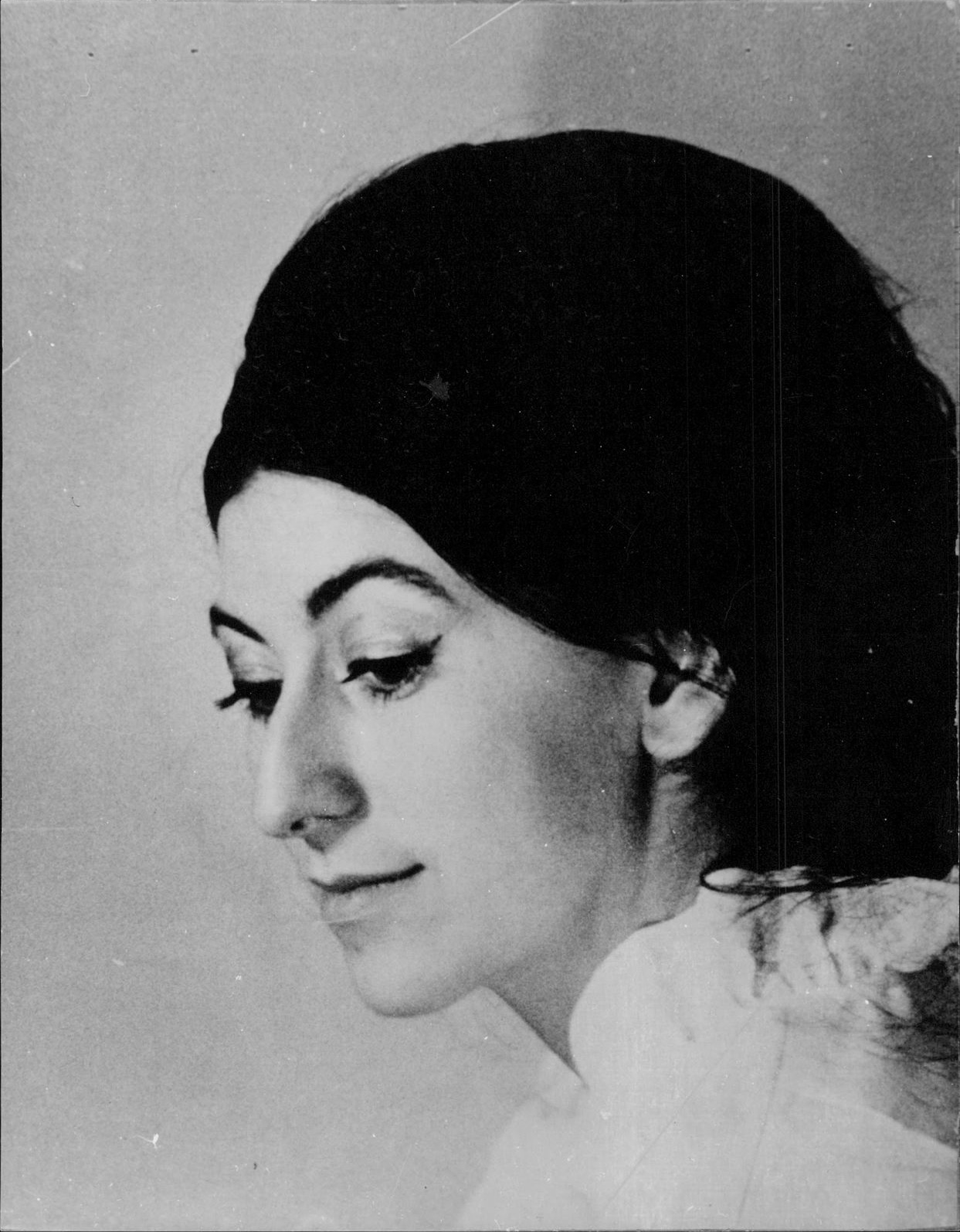
Marianne Ahrne (* 1940)

- 1937: Friedrich Dieckmann, deutscher Schriftsteller
- 1937: Hans Poser, deutscher Philosoph und Hochschullehrer
- 1937: Robert Silverman, kanadischer Pianist und Musikpädagoge
- 1938: Raymond Carver, US-amerikanischer Schriftsteller und Dichter
- 1938: John Davies, neuseeländischer Mittelstreckenläufer
- 1938: Wolfgang Schikowski, deutscher Brigadegeneral
- 1938: Slavko Špan, jugoslawischer Leichtathlet
- 1939: Mike Harris, rhodesischer Automobilrennfahrer
- 1939: Ian McKellen, britischer Film- und Theaterschauspieler
- 1939: Klaus Naumann, deutscher General und Generalinspekteur der Bundeswehr
- 1940: Marianne Ahrne, schwedische Regisseurin, Drehbuchautorin und Schriftstellerin
- 1941: Winfried Bölke, deutscher Radrennfahrer
- 1941: Jürgen Borchert, deutscher Schriftsteller, Publizist und Fotograf
- 1941: Oleg Dal, sowjetischer Schauspieler

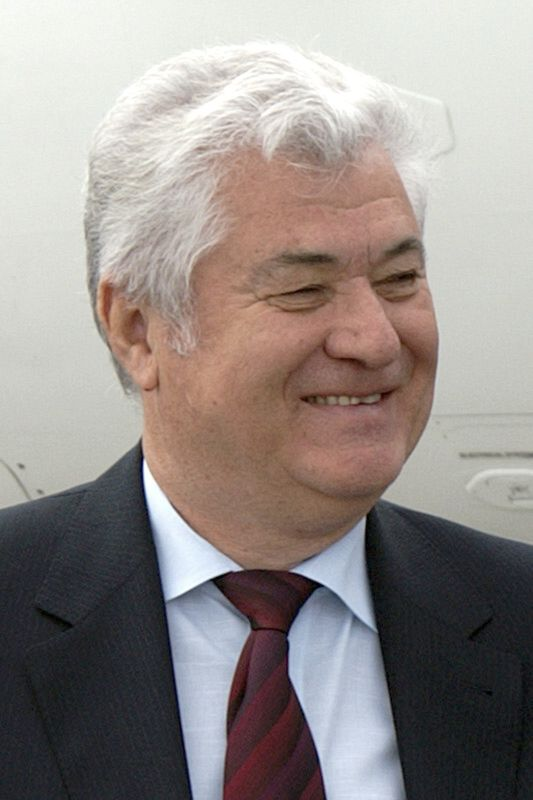
Vladimir Voronin (* 1941)

- 1941: Vladimir Voronin, Staatspräsident von Moldawien
- 1941ː Freusa Zechmeister, brasilianische Architektin, Designerin und Kostümbildnerin
- 1942: Hans-Jürgen Rennack, deutscher Brigadegeneral des Heeres der Bundeswehr
- 1943: Charles Clerc, Schweizer Fernsehmoderator
- 1943: Jessi Colter, US-amerikanische Sängerin
- 1943ː Ingeborg Kuhle, deutsche Architektin, erste Entwurfsprofessorin an einer westdeutschen Architekturfakultät
- 1944: Joachim Brehmer, deutscher Hörspielautor
- 1945: Hersha Parady, US-amerikanische Schauspielerin
- 1945ː Carole Roussopoulos, Schweizer Filmregisseurin und Feministin
- 1945: Klaus Zaczyk, deutscher Fußballspieler
- 1946: Bill Adam, kanadischer Automobilrennfahrer
- 1946: Antonis Antoniadis, griechischer Fußballspieler
- 1946: Jean-Pierre Danguillaume, französischer Straßenradsportler
- 1946: Sümeyra, türkische Sängerin und Saz-Interpretin
- 1948: Bülent Arınç, türkischer Politiker
- 1948: Klaus Meine, deutscher Rock-Musiker (Scorpions)
- 1949: Norman Fischer, US-amerikanischer Cellist und Musikpädagoge
- 1949: Rauno Miettinen, finnischer Nordischer Kombinierer
- 1949: Carl Peyer, österreichischer Sänger
- 1949: Amei Wiegel, deutsche Politikerin
- 1950: Otomar Kvěch, tschechischer Komponist und Musikpädagoge
- 1950: Thomas Osman, eritreischer Bischof

#### 1951–1975
- 1951: Hendrik Auhagen, deutscher Politiker
- 1951: Krunoslav Hulak, kroatischer Schachgroßmeister
- 1952: Wera Wassiljewna Anissimowa, sowjetische Sprinterin
- 1952: Petar Stojanow, bulgarischer Staatspräsident
- 1953: Christof Lauer, deutscher Jazzsaxophonist
- 1953: Frederic Meisner, deutscher Fernsehmoderator
- 1953: Daniel Passarella, argentinischer Fußballspieler
- 1953: Gaetano Scirea, italienischer Fußballspieler
- 1954: Tantely Andrianarivo, madagassischer Politiker
- 1954: Christoph Neidhart, Schweizer Journalist und Autor
- 1954: Yann, französischer Comicautor
- 1955: Martin Masafret, Schweizer Fernsehmoderator
- 1956: Stavros Arnaoutakis, griechischer Politiker
- 1956: Leslie Francis, südafrikanischer Dartspieler
- 1956: Sugar Minott, jamaikanischer Reggae-Musiker
- 1957: Éder Aleixo, brasilianischer Fußballspieler
- 1957: Thomas Schmidt, deutscher Hörfunkmoderator
- 1958: Paul Weller, britischer Sänger
- 1959: Vladimír Franz, tschechischer Komponist und Maler
- 1959: Uwe Nerger, deutscher Brigadegeneral
- 1960: Wallace Roney, US-amerikanischer Jazz-Trompeter
- 1960: David Sweeney, kanadischer Regattasegler
- 1961: Tite, brasilianischer Fußballtrainer
- 1962: Felix Femi Ajakaye, nigerianischer Geistlicher
- 1962: Egyd Gstättner, österreichischer Schriftsteller
- 1962: Philippe Verellen, belgischer Automobilrennfahrer

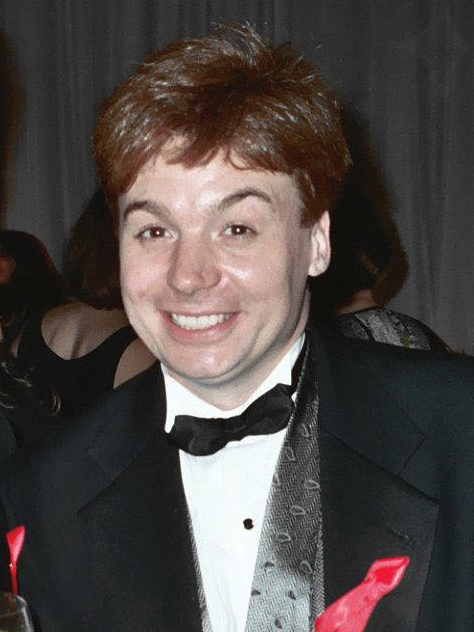
Mike Myers (* 1963)

- 1963: Mike Myers, kanadischer Schauspieler und Comedian
- 1963: Mathieu Vadepied, französischer Kameramann, Filmregisseur und Drehbuchautor
- 1964: Ivan Bella, slowakischer Pilot und Kosmonaut
- 1964: Franz Brendle, deutscher Historiker und Hochschullehrer
- 1964: Friederike Fless, deutsche Klassische Archäologin
- 1964: Ernest Ngboko Ngombe, kongolesischer Ordensgeistlicher
- 1964: Dietmar Nietan, deutscher Politiker
- 1964: Martin Schneider, deutscher Schauspieler und Komiker
- 1964: Dirk von Selle, deutscher Jurist
- 1964: Ray Stevenson, britischer Schauspieler
- 1964: Caspar Johannes Walter, deutscher Komponist, Cellist und Verleger
- 1965: Lucia Caporaso, italienische Mathematikerin
- 1965: Simon Fowler, britischer Sänger und Gitarrist
- 1965: Yahya Jammeh, gambischer Staatspräsident
- 1965: Roef Ragas, niederländischer Schauspieler
- 1965: Sirka Schwartz-Uppendieck, deutsche Kirchenmusikdirektorin, Organistin und Pianistin
- 1966: Laurentien Brinkhorst, niederländische Prinzessin, Ehefrau von Prinz Constantijn von Oranien-Nassau
- 1967: Luc Nilis, belgischer Fußballspieler
- 1967: André Tempelmeier, deutscher Handballspieler
- 1968: Dirk Adams, deutscher Politiker
- 1968: Gazmend Freitag, albanischer Maler
- 1969: Mariano Aguerre, argentinischer Polospieler
- 1969: Anne Heche, US-amerikanische Schauspielerin
- 1969: Sven Herzberger, deutscher Politiker
- 1969: Hiroshi Koizumi, japanischer Automobilrennfahrer

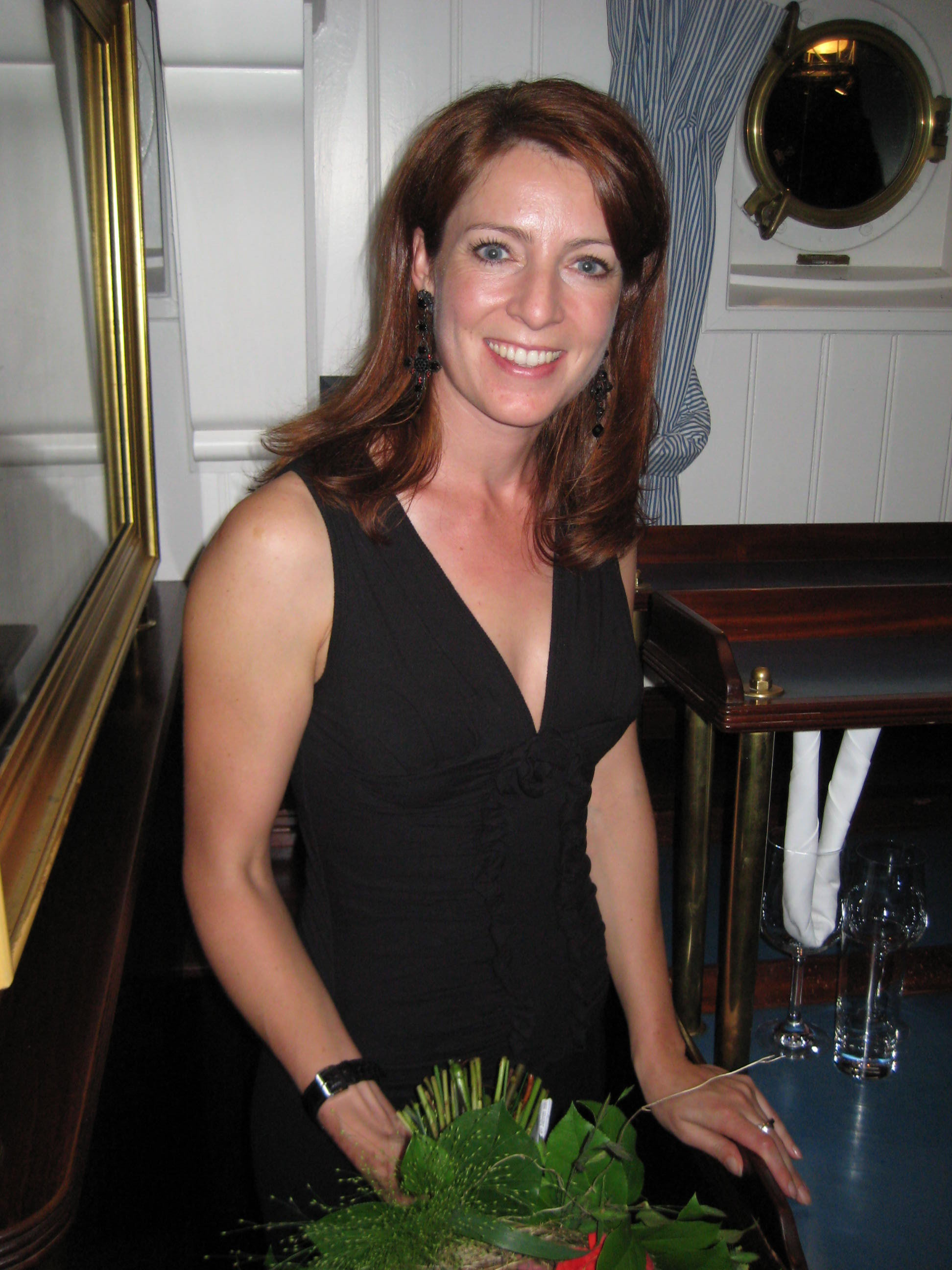
Monica Lierhaus (* 1970)

- 1970: Monica Lierhaus, deutsche Journalistin und Fernsehmoderatorin
- 1970: Fred Schreiber, deutscher Musiker und Fernsehmoderator
- 1971: Thorsten Schütz, deutscher Generalarzt
- 1971: Georg Totschnig, österreichischer Radrennfahrer
- 1973: As-Saadi al-Gaddafi, libyscher Fußballspieler, -funktionär und Filmproduzent
- 1973: Daz Dillinger, US-amerikanischer Rapper
- 1974: Dirk Brandes, deutscher Politiker
- 1974: Oka Nikolov, mazedonischer Fußballspieler
- 1975: Claire Castillon, französische Schriftstellerin
- 1975: Isabelle A, belgische Sängerin
- 1975: Lauryn Hill, US-amerikanische Sängerin und Songschreiberin
- 1975: Aïssa Maïga, senegalesisch-französische Schauspielerin, Drehbuchautorin und Regisseurin

#### 1976–2000

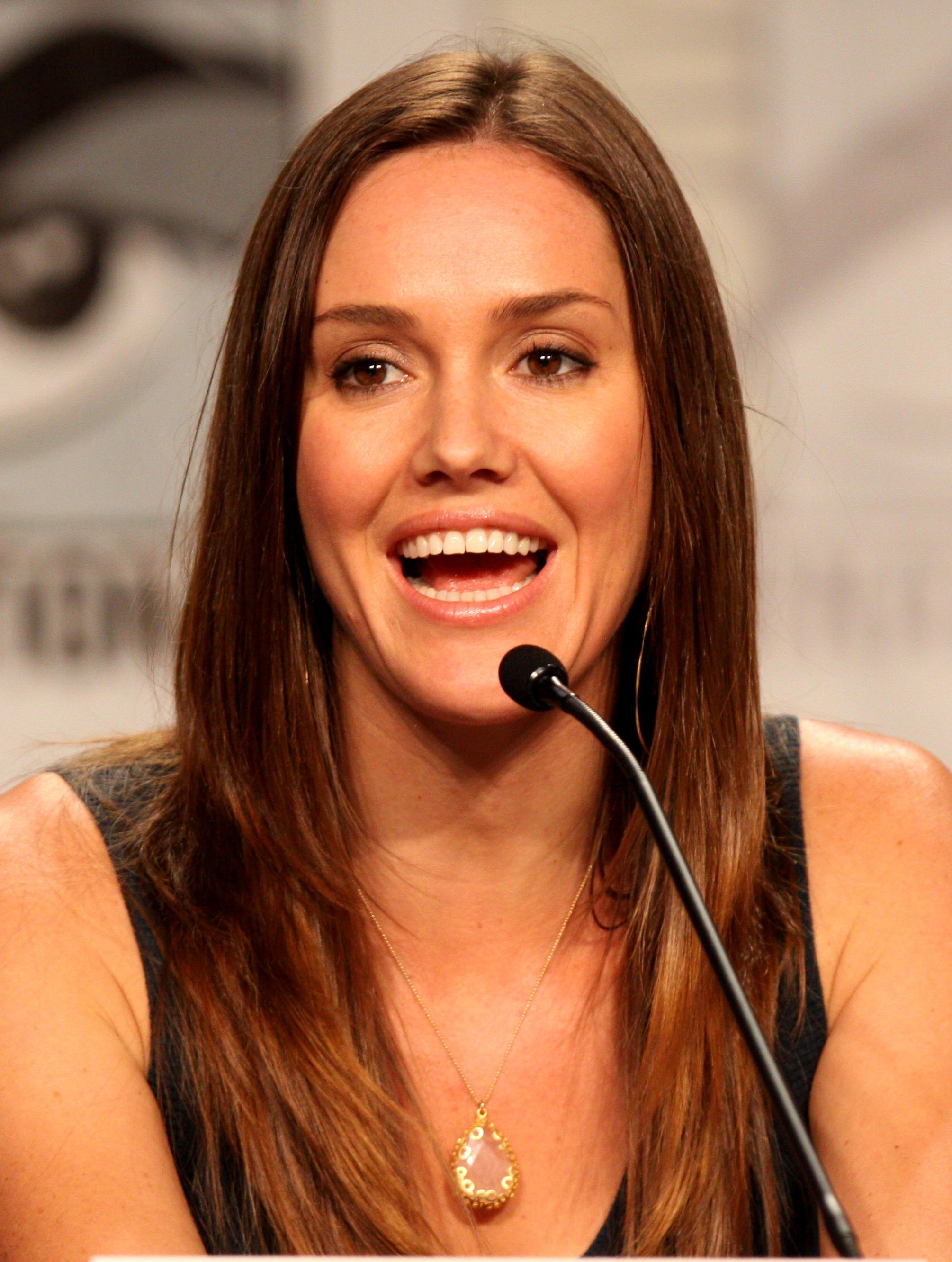
Erinn Hayes (* 1976)

- 1976: Erinn Hayes, US-amerikanische Schauspielerin
- 1976: Stefan Holm, schwedischer Leichtathlet
- 1976: Cillian Murphy, irischer Schauspieler
- 1976: Sandra Nasić, deutsche Sängerin
- 1977: Andre Anis, estnischer Fußballspieler
- 1978: Cory Arcangel, US-amerikanischer Künstler
- 1978: Adam Gontier, kanadischer Rocksänger
- 1978: Brian Urlacher, US-amerikanischer American-Football-Spieler
- 1979: Carlos Bocanegra, mexikanisch-US-amerikanischer Fußballspieler
- 1979: Elli Erl, deutsche Sängerin
- 1979: Sayed Moawad, ägyptischer Fußballspieler
- 1979: Jonny Wilkinson, englischer Rugbyspieler

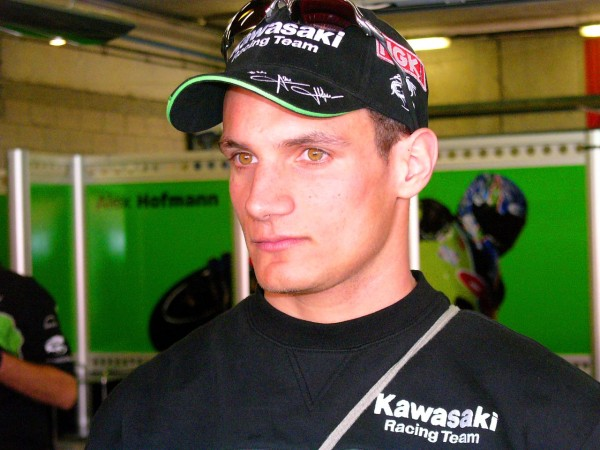
Alex Hofmann (* 1980)

- 1980: Alex Hofmann, deutscher Motorradrennfahrer
- 1980: Terra Jolé Odmark, US-amerikanische Schauspielerin
- 1980: Santiago Saitta, argentinischer Komponist und Musikpädagoge
- 1981: Dirk Werner, deutscher Automobilrennfahrer
- 1982: Esmé Bianco, britische Schauspielerin und Burlesque-Tänzerin
- 1982: Roger Guerreiro, polnischer Fußballspieler
- 1982: Ezekiel Kemboi, kenianischer Leichtathlet
- 1983: Daniel Albrecht, Schweizer Skirennläufer
- 1983: Daniel Budiman, deutscher Fernsehmoderator
- 1984: Markus Brzenska, deutscher Fußballspieler
- 1984: Carla Cox, tschechische Pornodarstellerin
- 1984: Christian Demirtas, deutscher Fußballspieler
- 1984: Mikkeline Kierkgaard, dänische Eiskunstläuferin
- 1984: Emma Marrone, italienische Popsängerin
- 1984: Marion Raven, norwegische Popsängerin
- 1984: Mirnel Sadović, bosnisch-herzegowinisch-österreichischer Fußballspieler
- 1985: Demba Ba, französisch-senegalesischer Fußballspieler
- 1986: Kyle Moir, kanadischer Eishockeyspieler

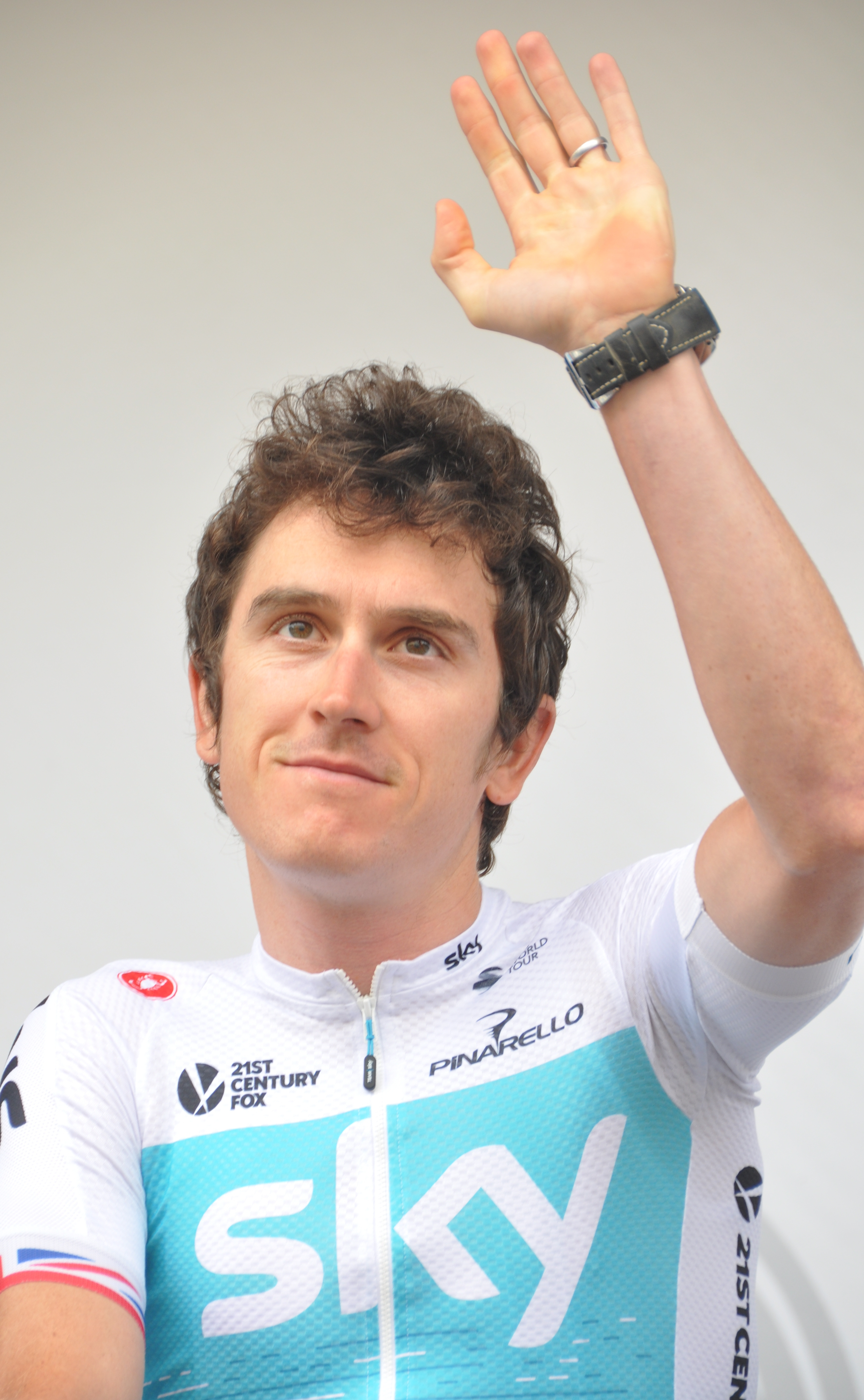
Geraint Thomas (* 1986)

- 1986: Geraint Thomas, walisischer Radrennfahrer
- 1986: Juri Ueno, japanische Schauspielerin
- 1987: Pawel Nikolajewitsch Atman, russischer Handballspieler
- 1987: Sanja Vujović, serbische Handballspielerin
- 1987: Jackson Mendy, französischer Fußballspieler
- 1987: Kamil Stoch, polnischer Skispringer
- 1989: Esteve Rabat, spanischer Motorradrennfahrer
- 1989: Janina Stopper, deutsch-österreichische Schauspielerin
- 1990: Majda Kirmizi, montenegrinische Handballspielerin
- 1991: Derrick Williams, US-amerikanischer Basketballspieler
- 1993: Nikolai Marzenko, russischer Automobilrennfahrer
- 1993: Yanick Brecher, Schweizer Fußballspieler
- 1993: Timo Letschert, niederländischer Fußballspieler
- 1994: Batuhan Artarslan, türkischer Fußballspieler
- 1994: Madita Giehl, deutsche Fußballspielerin
- 1994: Kylee, japanisch-US-amerikanische Sängerin
- 1996: Dorian Godon, französischer Radrennfahrer
- 1996: Dominic Schmuck, deutscher Biathlet
- 1997: Sofia Asoumanaki, griechische Ruderin
- 1997: Tobias Foss, norwegischer Radrennfahrer
- 1999: Giovanni Aleotti, italienischer Radrennfahrer

### 21. Jahrhundert
- 2001: Marcel Lotka, polnisch-deutscher Fußballspieler
- 2003: Britt Richardson, kanadische Skirennläuferin
- 2004: Pedro Acosta, spanischer Motorradrennfahrer

## Gestorben

### Vor dem 18. Jahrhundert
- 0230: Urban I., Bischof von Rom
- 0615: Bonifatius IV., Papst
- 0709: Aldhelm von Sherborne, englischer Gelehrter und Dichter
- 0803: Higbald, Bischof von Lindisfarne
- 0956: Hadamar, Abt von Fulda
- 0986: Abd ar-Rahman as-Sufi, persischer Astronom
- 0992: Mieszko I., Fürst der Polanen
- 1085: Gregor VII., Papst
- 1112: Dawid Igorewitsch, Herrscher der Kiewer Rus
- 1133: Aq Sunqur al-Ahmadili, Fürst von Maragha
- 1183: Arnold I., Erzbischof von Trier
- 1200: Nikolaus I., Fürst von Mecklenburg
- 1253: Petrus de Collemedio, katholischer Bischof und Kardinal, Erzbischof von Rouen
- 1261: Alexander IV., Papst
- 1286: Bernhard I., Herzog von Jauer und Herzog von Löwenberg
- 1291: Bengt Birgersson, Bischof von Linköping und Herzog von Finnland
- 1310: Otto III., Herzog von Kärnten und Krain
- 1313: Konrad I. von Berg, Bischof von Münster
- 1326: Eberhard von Neisse, Bischof von Ermland
- 1343: Gottfried von Padberg, Abt des Klosters Grafschaft
- 1401: Erich III., Herzog von Sachsen-Lauenburg
- 1401: Maria von Sizilien, Königin von Sizilien, Herzogin von Athen und Neopatria
- 1417: Ludwig II., französischer Herzog von Anjou, Titularkönig von Neapel und Jerusalem
- 1448: Danuta Anna, litauische Fürstin
- 1464: Karl I., Graf von Nevers und Rethel
- 1475: Elisabeth von Hanau, Gräfin von Hohenlohe-Weikersheim
- 1510: Georges d’Amboise, französischer Kardinal und Staatsmann
- 1525: Anton Eisenhut, Prediger und „Hauptmann“ im Bauernkrieg
- 1558: Elisabeth von Brandenburg, Markgräfin, „Reformationsfürstin“
- 1595: Valens Acidalius, deutscher Humanist
- 1600: Anna Walburga von Neuenahr, regierende Gräfin von Moers
- 1604: Peter Ernst I. von Mansfeld, Statthalter in den Niederlanden und von Brüssel
- 1607: Maria Magdalena von Pazzi, italienische Karmeliterin und Mystikerin
- 1648: Antoine Le Nain, französischer Maler
- 1675: Gaspard Poussin, italienischer Maler
- 1676: Johann Heinrich Rahn, Schweizer Mathematiker
- 1681: Pedro Calderón de la Barca, spanischer Dramatiker
- 1682: Grigori Grigorjewitsch Romodanowski, russischer Offizier, Staatsbeamter und Politiker
- 1693: Marie-Madeleine de La Fayette, französische Schriftstellerin

### 18. Jahrhundert
- 1728: Friedrich Ludwig, Graf von Nassau-Ottweiler und von Saarbrücken, Senior des Gesamthauses Nassau
- 1736: Hans Reinhold von Fersen, schwedischer Generalleutnant und Politiker
- 1738: Burkhard Gotthelf Struve, deutscher Polyhistor, Bibliothekar
- 1741: Adrian Bernhard von Borcke, preußischer Generalfeldmarschall
- 1743: Jacques-Antoine Arlaud, Schweizer Miniaturmaler und Porträtist
- 1744: Carl Edzard, Graf von Ostfriesland

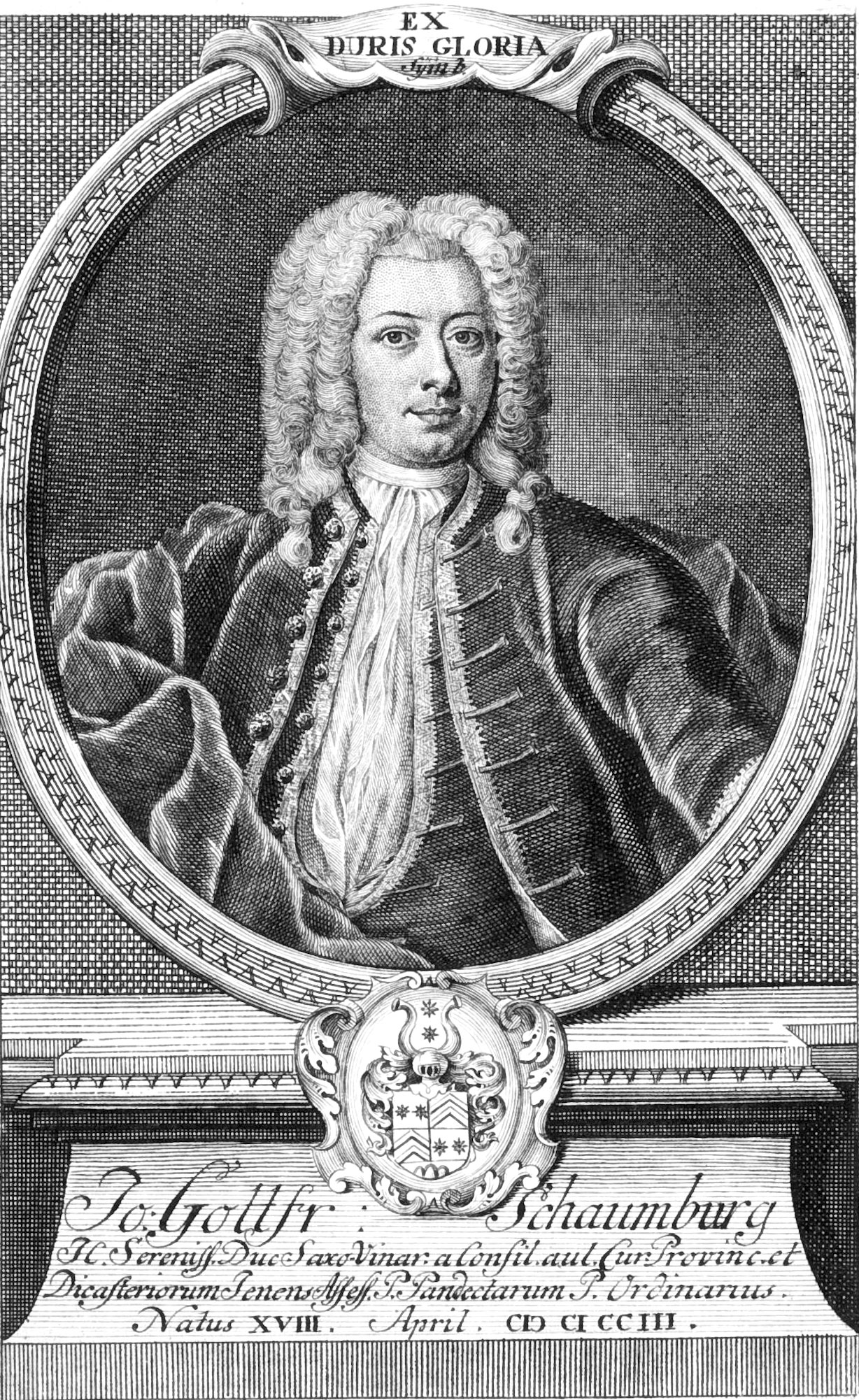
Johann Gottfried Schaumburg († 1746)

- 1746: Johann Gottfried Schaumburg, deutscher Rechtswissenschaftler
- 1750: Illarion Gawrilowitsch Woronzow, russischer Senator, Geheimrat und Gouverneur
- 1760: Engelbert von Syrgenstein, Fürstabt von Kempten
- 1767: Niccolò Oddi, päpstlicher Legat und Metropolit des Erzbistums Ravenna
- 1768: Siegfried Cäso von Aeminga, deutscher Rechtswissenschaftler
- 1772: Johann Gottfried Teske, deutscher Physiker
- 1776: Johann Georg von Langen, deutscher Forst- und Oberjägermeister
- 1778: George Keith, 9. Earl Marischal, schottischer Adliger
- 1786: Peter III., König von Portugal
- 1794: David Fels-Zollikofer, Schweizer evangelischer Geistlicher
- 1798: Asmus Carstens, deutscher Maler des Klassizismus

### 19. Jahrhundert
- 1801: Nicolai Jacob Wilse, norwegischer Naturwissenschaftler
- 1803: Johann Georg Wilhelm von Baerensprung, preußischer Beamter
- 1813: Clemens Lipper, deutscher Geistlicher und Architekt
- 1815: Domenico Puccini, italienischer Komponist
- 1816: Vinzenz Joseph von Schrattenbach, Fürstbischof von Lavant und Bischof von Brünn
- 1826: Amarindra, thailändische Königin
- 1826: Christian Friedrich Ruppe, niederländischer Musiker und Komponist deutscher Herkunft
- 1829: Antonio Bagatella, italienischer Musiktheoretiker und Geigenbauer
- 1837: Carl Gottfried Theodor Chladenius, deutscher Jurist und Bürgermeister
- 1837: Johann Andreas Matthias, deutscher Theologe und Pädagoge
- 1839: Karl Joseph von Riccabona, Bischof von Passau
- 1840: Alexander Michailowitsch Rimski-Korsakow, russischer General, Generalgouverneur von Litauen
- 1846: Johann Melchior Mohr, Schweizer Politiker
- 1847: Ludwig Aurbacher, deutscher Schriftsteller
- 1856: Rudolph Bay, dänischer Komponist

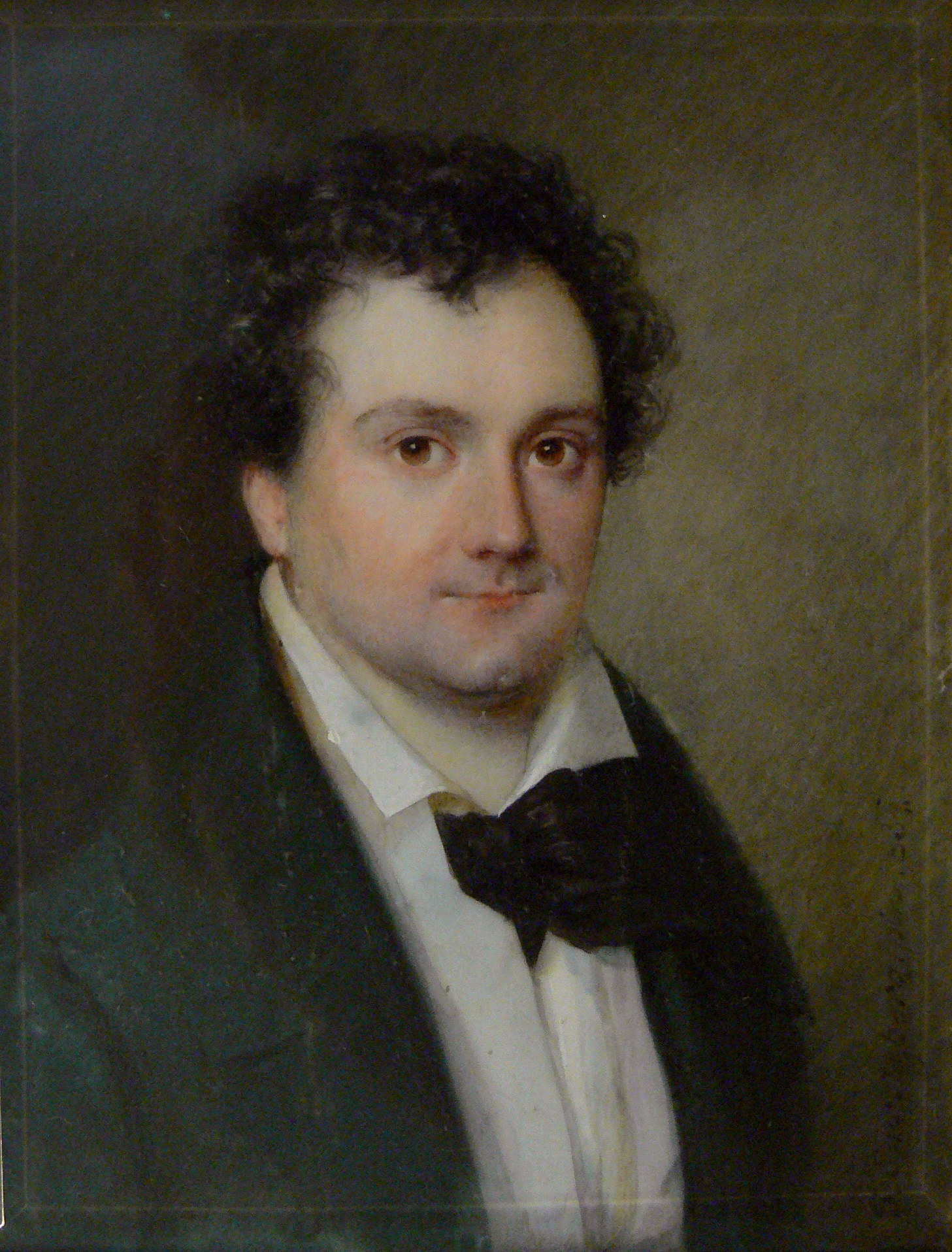
Johann Nestroy († 1862)

- 1862: Johann Nestroy, österreichischer Dramatiker und Satiriker
- 1863: Peter Andreas Munch norwegischer Historiker
- 1867: Wilhelm von Kügelgen, deutscher Schriftsteller
- 1868: Afanassi Grigorjewitsch Grigorjew, russischer Architekt
- 1890: Eduard von Wattenwyl, Schweizer evangelischer Geistlicher
- 1891: Karl Gustav Andresen, deutscher Germanist
- 1897: Peter Langen, deutscher Altphilologe
- 1899: Emilio Castelar, spanischer Historiker, Publizist und Politiker

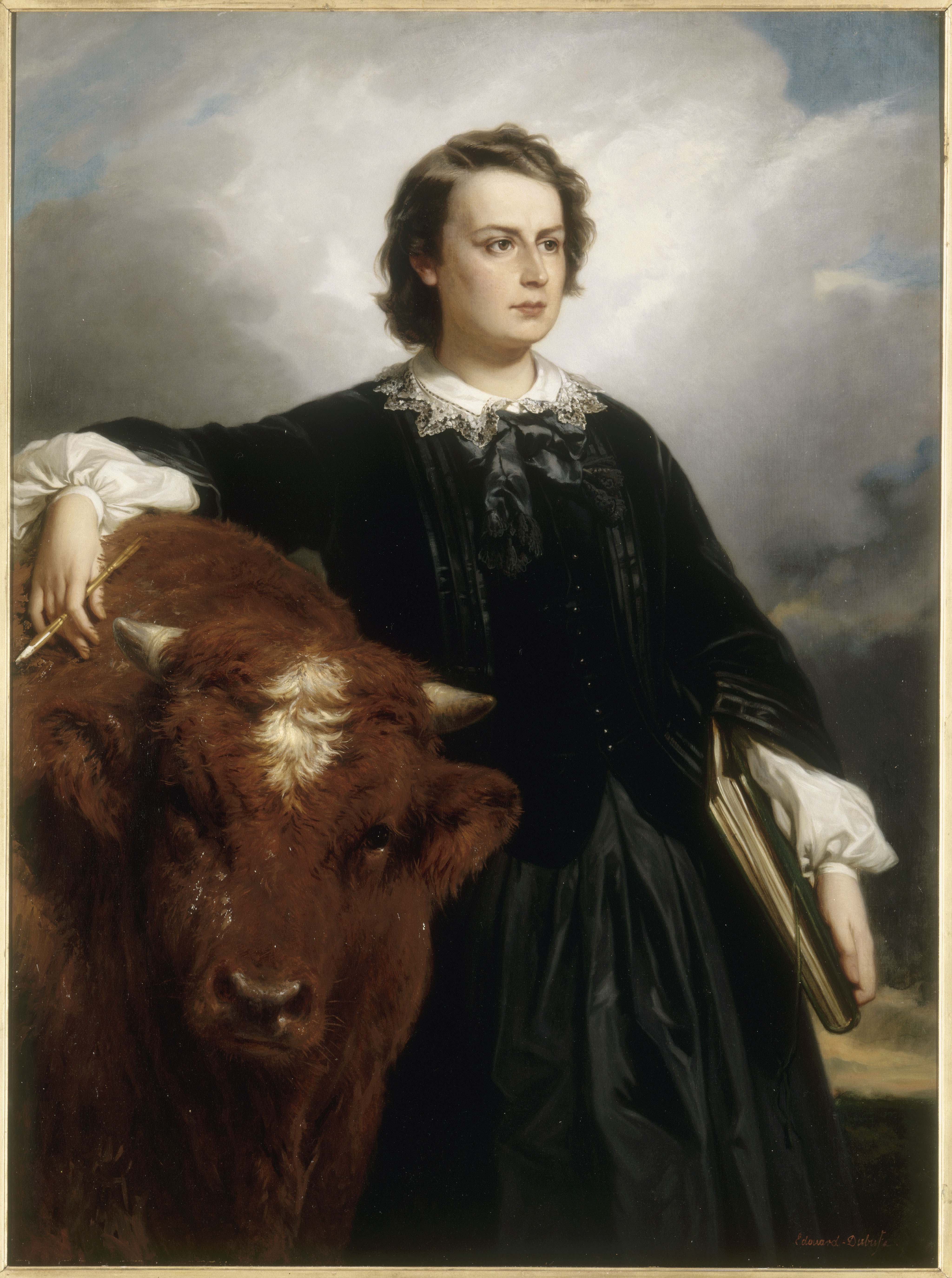
Rosa Bonheur († 1899)

- 1899: Rosa Bonheur, französische Malerin

### 20. Jahrhundert

#### 1901–1950

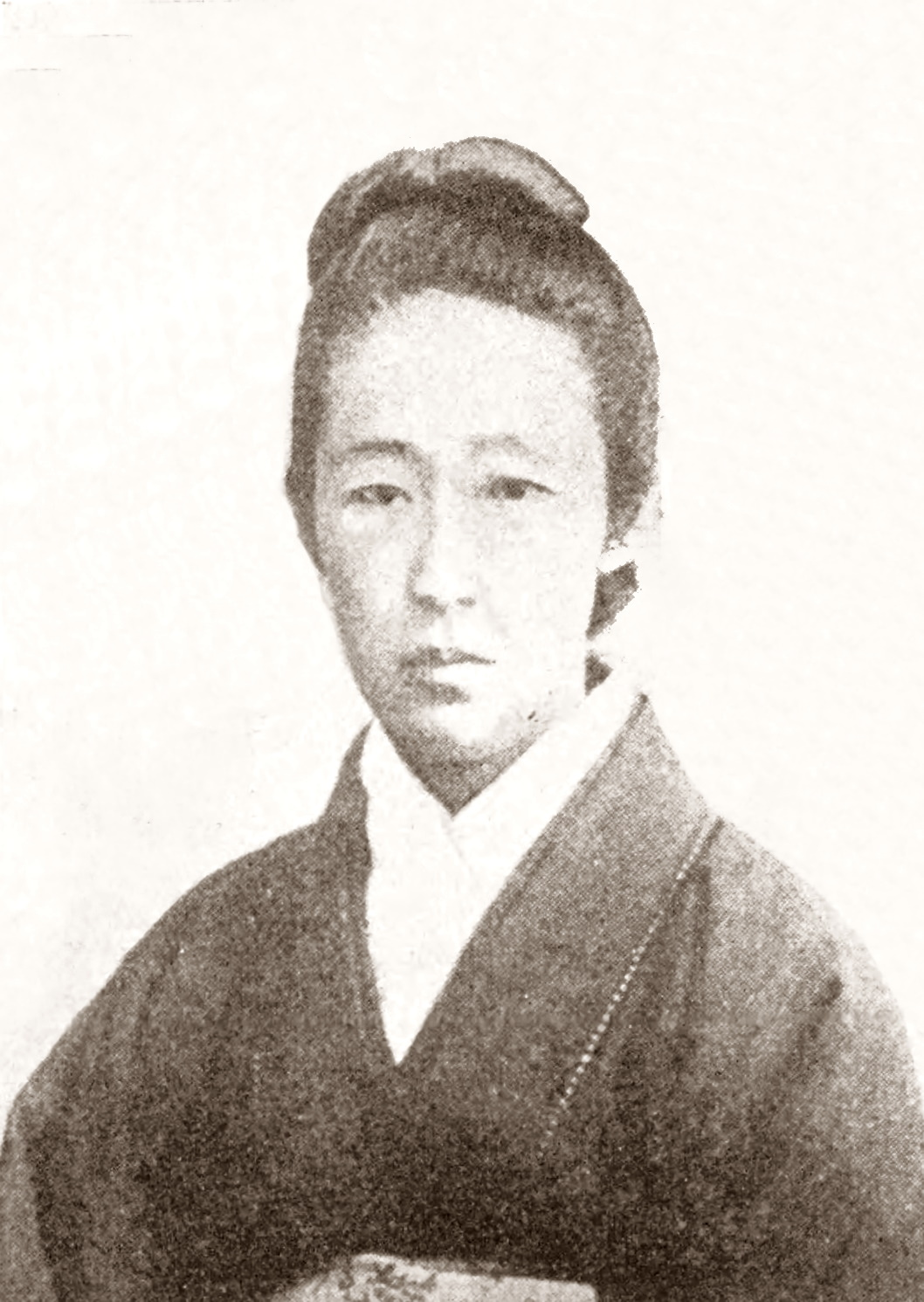
Kishida Toshiko († 1901)

- 1901: Kishida Toshiko, japanische Feministin
- 1901: Erik Undritz, Schweizer Arzt
- 1901: Carl Wagner, deutscher Physikochemiker
- 1902: Jorge Barbosa, kapverdischer Schriftsteller und Dichter
- 1902: Grete Reinwald, deutsche Filmschauspielerin
- 1903: Max O’Rell, französischer Autor und Journalist
- 1903: Charles Spaak, belgischer Drehbuchautor
- 1904: Orla Jørgensen, dänischer Radrennfahrer
- 1905: Nils Ahrbom, schwedischer Architekt
- 1905: Jan Chrzan, polnischer Landschaftsmaler und Kunstaktivist
- 1906: Cele Abba, italienische Theater- und Filmschauspielerin
- 1906: Suda Hisashi, japanischer Maler
- 1907: Franz von Roggenbach, deutscher Politiker aus Baden, Außenminister, MdR

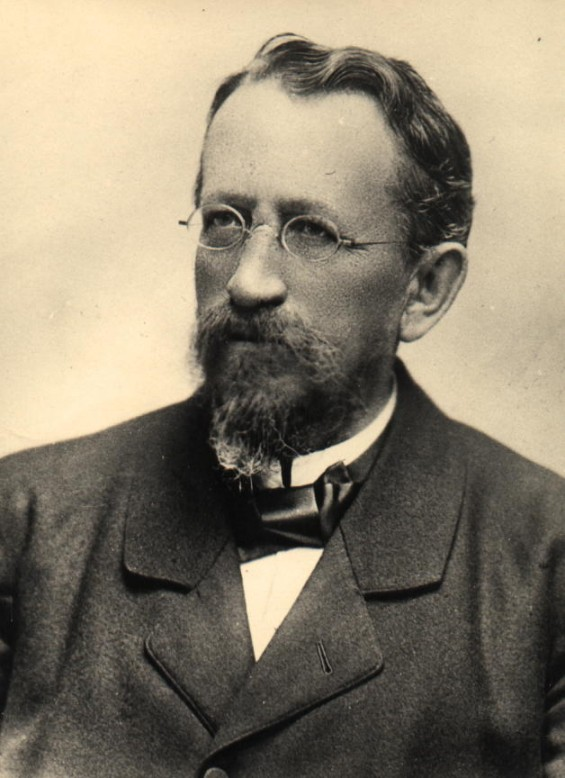
Jan Gebauer († 1907)

- 1907: Jan Gebauer, tschechischer Sprachwissenschaftler und Literaturhistoriker
- 1911: Wassili Ossipowitsch Kljutschewski, russischer Historiker
- 1913: Alfred Redl, österreichischer Doppelspion
- 1914: Heinrich Vogelsang, deutscher Kaufmann
- 1915: Enrique Bertrix, chilenischer Maler
- 1916: Jane Dieulafoy, französische Archäologin und Autorin
- 1917: Maksim Bahdanowitsch, belarussischer Dichter, Schriftsteller, Übersetzer und Publizist
- 1917: Édouard de Reszke, französischer Opernsänger (Bass) polnischer Herkunft
- 1918: Carl Berner, norwegischer Politiker
- 1920: Georg Jarno, ungarischer Komponist und Kapellmeister
- 1924: Charles William Andrews, britischer Wirbeltier-Paläontologe, Zoologe und Botaniker
- 1924: Federico Boyd, Staatspräsident von Panama
- 1924: István Nyers, ungarischer Fußballspieler

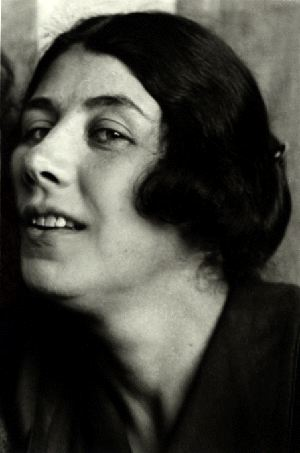
Ljubow Sergejewna Popowa († 1924)

- 1924: Ljubow Sergejewna Popowa, russische Malerin
- 1925: Charles à Court Repington, britischer Kriegsberichterstatter
- 1929: Josef Müller, Schweizer Spitalpfarrer und Sammler von Volkssagen
- 1929: Johann Friedrich Ahlfeld, deutscher Gynäkologe

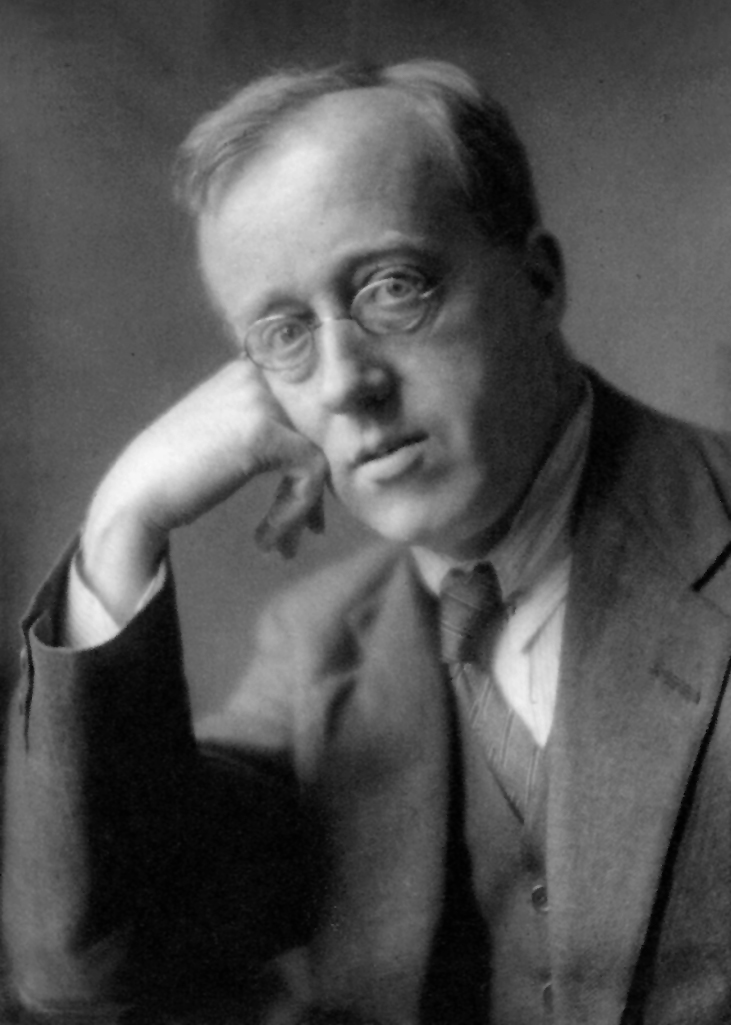
Gustav Holst († 1934)

- 1934: Gustav Holst, britischer Komponist
- 1936: Ján Levoslav Bella, slowakischer Komponist
- 1937: Henry Ossawa Tanner, afroamerikanischer Maler
- 1940: Marie Krøyer, dänische Malerin und Architektin
- 1941: Miguel Lerdo de Tejada, mexikanischer Komponist
- 1942: Emanuel Feuermann, österreichischer Cellist
- 1945: Otto Abeles, österreichischer Journalist, Schriftsteller und Musikkritiker
- 1946: Richard Zschokke, Schweizer Ingenieur und Politiker
- 1949: Wolf von Gersdorff, deutscher Politiker, MdL
- 1950: Niels Clemmensen, dänischer Pianist und Komponist
- 1950: Georg Kassenbrock, deutscher Finanzbeamter und Politiker

#### 1951–2000
- 1951: Friedrich von Esebeck, deutscher General
- 1951: Paula Preradović, österreichische Schriftstellerin
- 1951: René Gagnier, kanadischer Violinist, Dirigent, Komponist und Euphoniumspieler
- 1951: Franz Klebusch, deutscher Schauspieler
- 1952: Ibrahim Dalliu, albanischer Geistlicher und Publizist
- 1952: Ettore Tolomei, italienischer Nationalist
- 1953: Hermann Bruse, deutscher Maler und Graphiker
- 1954ː Lilly Braumann-Honsell, deutsche Seglerin und Autorin

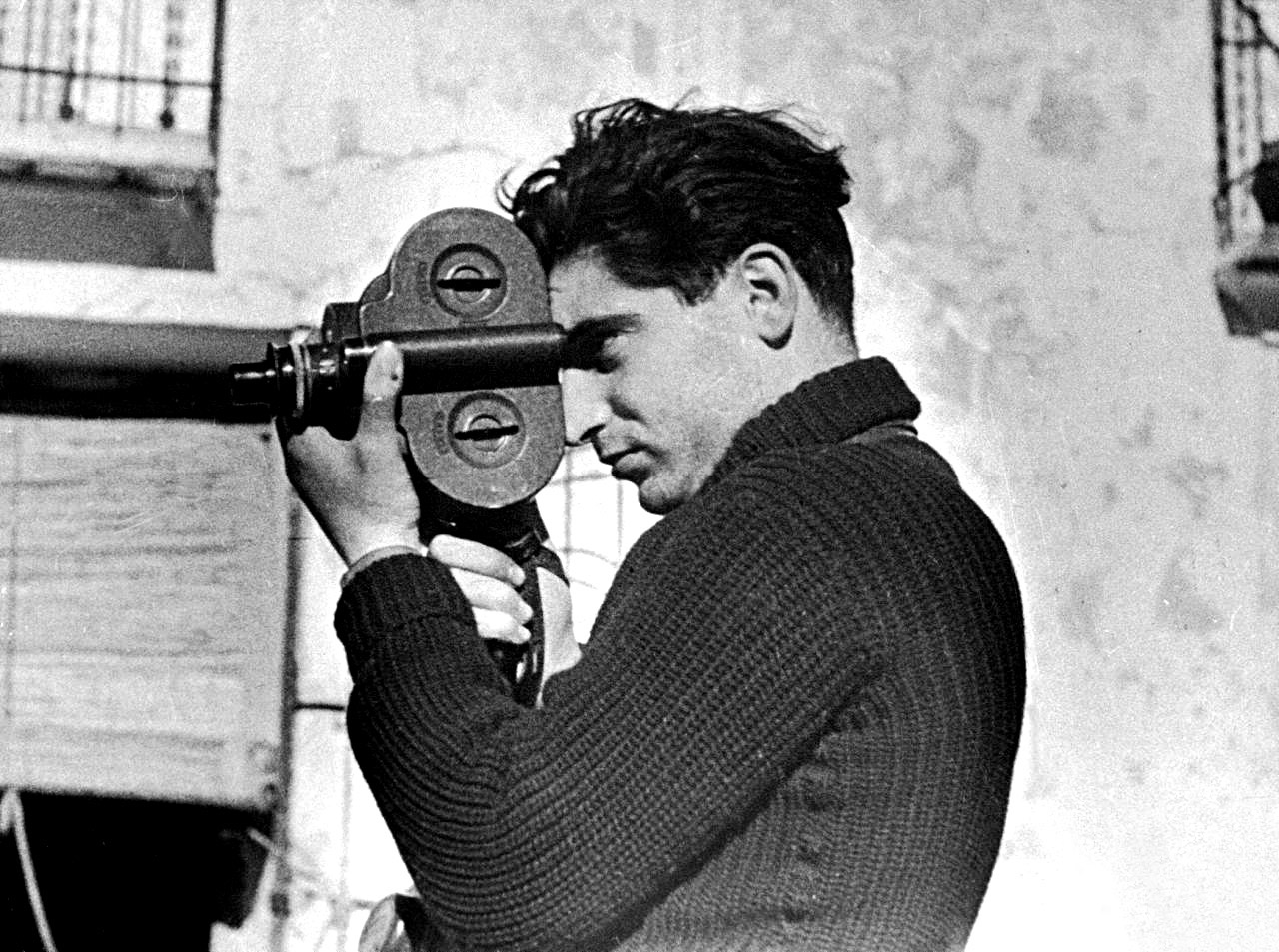
Robert Capa († 1954)

- 1954: Robert Capa, ungarisch-französischer Fotograf
- 1956: Johann Radon, österreichischer Mathematiker
- 1957: Hermann Friedmann, polnisch-deutscher Philosoph und Jurist
- 1959: Ferdinand Frantz, deutscher Opernsänger
- 1959: Johann Baptist Umberg, Schweizer Jesuit und Hochschullehrer
- 1963: Eugen Margarétha, österreichischer Jurist, Politiker und Präsident der Nationalbank
- 1964: Wassili Andrejewitsch Solotarjow, russischer Komponist
- 1964: Heinz Steguweit, deutscher Schriftsteller
- 1965: Bruno Deserti, italienischer Automobilrennfahrer
- 1965: Sonny Boy Williamson II., US-amerikanischer Musiker
- 1966: Ricardo Castillo, guatemaltekischer Komponist
- 1968: Georg von Küchler, deutscher Generalfeldmarschall im Zweiten Weltkrieg
- 1968: Franzischak Kuschal, belarussischer General und Politiker
- 1970: Esra Atja, israelischer Rabbiner
- 1971: Emil Grünenfelder, Schweizer Jurist und Politiker

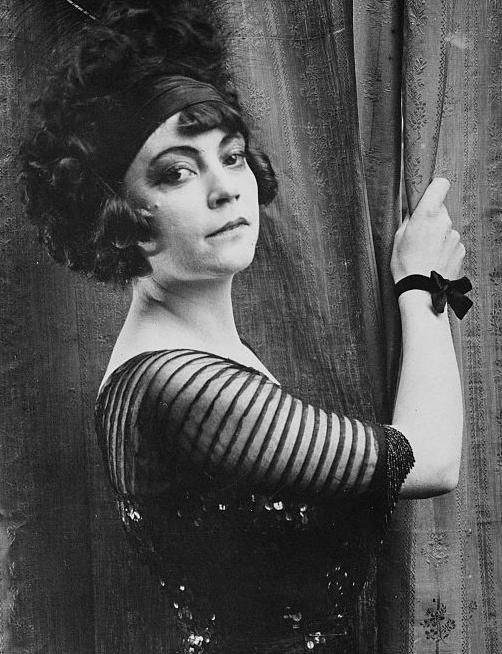
Asta Nielsen († 1972)

- 1972: Asta Nielsen, dänische Film- und Theaterschauspielerin
- 1974: Donald Crisp, britischer Schauspieler und Regisseur
- 1974: Willi Krug, deutscher Elektrotechniker und Hochschullehrer
- 1974: Elisabeth Meyer-Spreckels, deutsche Politikerin
- 1977: Charles Norrie, 1. Baron Norrie, britischer General, Gouverneur von South Australia und Generalgouverneur von Neuseeland
- 1979: Friedrich Metzler, deutscher Komponist
- 1980: Josef Giggenbach, deutscher Motorradrennfahrer
- 1980: Euphemia Haynes, afro-amerikanische Mathematikerin
- 1980: Herbert Nachbar, DDR-Schriftsteller
- 1981: Georg Malmstén, finnischer Sänger, Musiker und Komponist
- 1981: Roy Brown, US-amerikanischer Musiker
- 1981: Rosa Ponselle, US-amerikanische Opernsängerin
- 1983: Elisabet van Randenborgh, deutsche Schriftstellerin
- 1984: Margaretha Reichardt, deutsche Textildesignerin und Grafikerin
- 1985: Ludwig Anschütz, deutscher Schauspieler und Hörspielsprecher
- 1985: Herta Hammerbacher, deutsche Landschaftsarchitektin
- 1985: Johannes Holthusen, deutscher Slawist und Professor
- 1986: Heinrich Fraenkel, britischer Schriftsteller und Schachkomponist deutscher Herkunft
- 1987: Charley Brock, US-amerikanischer American-Football-Spieler
- 1988: Daniel Buscarlet, Schweizer evangelischer Geistlicher
- 1988: Karl August Wittfogel, deutscher Soziologe, Philosoph und Sinologe
- 1989: Brigid Bazlen, US-amerikanische Filmschauspielerin und Fernsehmoderatorin
- 1989: Paul V. Esterházy de Galantha, österreichischer Großgrundbesitzer
- 1989: Hans Pauer, österreichischer Archivar und Bibliothekar
- 1991: Eberhard Werdin, deutscher Komponist
- 1992: Danny Biasone, US-amerikanischer Unternehmer
- 1994: Eric Gale, US-amerikanischer Gitarrist
- 1994: Robert Planel, französischer Komponist
- 1994: Sonny Sharrock, US-amerikanischer Jazzgitarrist
- 1995: Élie Bayol, französischer Rennfahrer
- 1995: Herbert A. Frenzel, deutscher Skandinavist, Journalist, Übersetzer und Theaterwissenschaftler
- 1996: Keith Ballisat, britischer Automobilrennfahrer
- 1996: John Morrison, 1. Baron Margadale, britischer Politiker
- 1996: Bradley Nowell, US-amerikanischer Rockmusiker
- 1999: Horst Frank, deutscher Schauspieler
- 2000: Nicholas Clay, englischer Schauspieler

### 21. Jahrhundert
- 2003: Bill Paschal, US-amerikanischer American-Football-Spieler
- 2004: Ernst Haar, Vorsitzender der GdED, Mitglied des DGB-Bundesvorstands, MdB
- 2004: Mohammed Hamza Ghanayem, palästinensischer Lyriker, Schriftsteller und Übersetzer
- 2005: Dennis Eberhard, US-amerikanischer Komponist
- 2005: Ismail Merchant, indisch-britischer Filmproduzent
- 2005: Zoran Mušič, italienisch-slowenischer Maler
- 2006: Otto M. Zykan, österreichischer Komponist
- 2006: Wilfrid Perraudin, französischer Maler
- 2006: Mari Yonehara, japanische Schriftstellerin

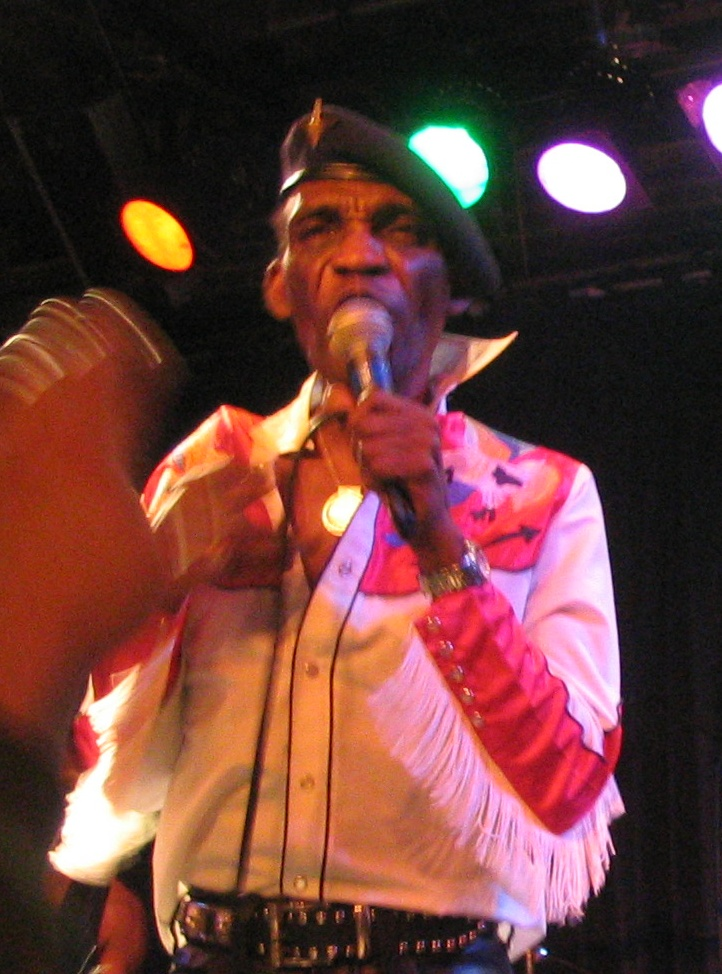
Desmond Dekker († 2006)

- 2006: Desmond Dekker, jamaikanischer Musiker und Komponist
- 2007: Herbert Kelletat, deutscher Musiker, Musikwissenschaftler, Organist, Autor und Chorleiter
- 2008: Ernst Stuhlinger, deutsch-US-amerikanischer Raketenforscher
- 2009: Amos Elon, israelischer Journalist und Schriftsteller
- 2010: Rafa Galindo, venezolanischer Sänger
- 2010: Siphiwo Ntshebe, südafrikanischer Opernsänger
- 2010: Silvius Magnago, italienischer Jurist und Politiker
- 2011: Matthias Achs, österreichischer Politiker
- 2011: Leonora Carrington, britisch-mexikanische Malerin und Schriftstellerin
- 2012ː Ruth Golan, deutsche Architektin und Stadtplanerin
- 2012: Edoardo Mangiarotti, italienischer Fechter
- 2013: Luis Pavón, kubanischer Politiker, Journalist und Schriftsteller

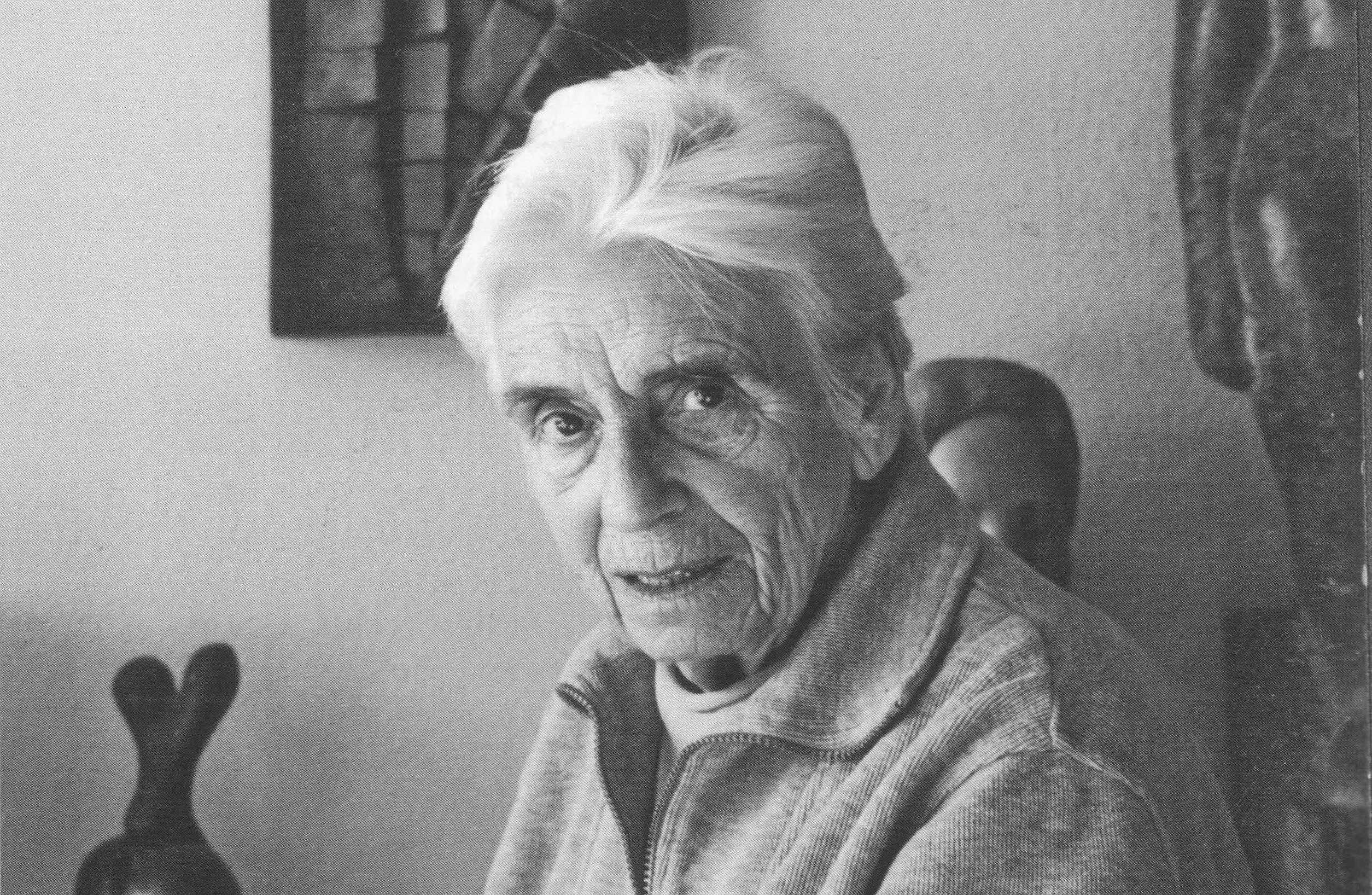
Eva Zippel († 2013)

- 2013: Eva Zippel, deutsche Bildhauerin und Zeichnerin
- 2014: Wojciech Jaruzelski, polnischer Militär und Politiker
- 2014: Hans Jürgen Schmitt, deutscher Physiker
- 2015: Mary Ellen Mark, US-amerikanische Fotojournalistin
- 2015: Alois Seidl, deutscher Agrarwissenschaftler
- 2016: Mariano Etkin, argentinischer Komponist
- 2016: Thomas Geßner, deutscher Physiker
- 2017: Willi Fährmann, deutscher Schriftsteller
- 2017: Otfried Wagenbreth, deutscher Geologe und Montanhistoriker
- 2018: Heinrich Frommknecht, deutscher Versicherungsmanager
- 2018: Piet Kee, niederländischer Organist und Komponist
- 2018: Max Pagès, französischer Psychologe
- 2019: Claus von Bülow, dänisch-britischer Adeliger
- 2019: Alice Schoenfeld, deutsch-US-amerikanische Violinistin, Musikpädagogin, Mäzenatin
- 2020: George Floyd, US-amerikanisches Opfer von Polizeigewalt
- 2020: Renate Krößner, deutsche Schauspielerin
- 2020: Paolo Marzotto, italienischer Unternehmer und Automobilrennfahrer
- 2021: John Warner, US-amerikanischer Politiker
- 2024: Johnny Wactor, US-amerikanischer Schauspieler
- 2025: Walter Eichhorn, deutscher Verkehrsflugzeug- und Kunstflugpilot

## Feier- und Gedenktage
- Kirchliche Gedenktage
  - Hl. Beda Venerabilis, englischer Priester, Mönch, Historiker und Kirchenlehrer (evangelisch, anglikanisch, katholisch)
  - Hl. Sophie Barat, französische Ordensgründerin (katholisch)
  - Hl. Schwarze Sara, Missionarin (katholisch)
  - Urbanstag (katholisch)
- Namenstage
  - Gregor, Urban
- Staatliche Feier- und Gedenktage
  - Argentinien: Tag der Revolution (1810)
  - Jordanien: Unabhängigkeit vom Vereinigten Königreich (1946)
  - Afrika: Afrika-Tag
- Weitere Informationen zum Tag
  - Tag der vermissten Kinder (seit 1983)
  - Towel Day

Weitere Einträge enthält die Liste von Gedenk- und Aktionstagen.